# Sarrancolin
 (décembre 2010).
Si vous disposez d'ouvrages ou d'articles de référence ou si vous connaissez des sites web de qualité traitant du thème abordé ici, merci de compléter l'article en donnant les références utiles à sa vérifiabilité et en les liant à la section « Notes et références ».
Sarrancolin est une commune française située dans l'est du département des Hautes-Pyrénées, en région Occitanie.
Sur le plan historique et culturel, la commune est dans le Pays d'Aure, constitué de la vallée de la Neste (en aval de Sarrancolin), de la vallée d'Aure (en amont de Sarrancolin) et de la vallée du Louron. Exposée à un climat de montagne, elle est drainée par la Neste, le canal de la Neste, le ruisseau de Nistos, le ruisseau de baricave, le ruisseau de Beyrède et par divers autres petits cours d'eau. La commune possède un patrimoine naturel remarquable : un site Natura 2000 (« Garonne, Ariège, Hers, Salat, Pique et Neste ») et quatorze zones naturelles d'intérêt écologique, faunistique et floristique.
Sarrancolin est une commune rurale qui compte 550 habitants en 2022, après avoir connu un pic de population de 1 492 habitants en 1821. Ses habitants sont appelés les Sarrancolinois ou  Sarrancolinoises.

## Géographie

### Localisation
La commune de Sarrancolin se trouve dans le département des Hautes-Pyrénées, en région Occitanie.
Elle se situe à 38 km à vol d'oiseau de Tarbes, préfecture du département, à 21 km de Bagnères-de-Bigorre, sous-préfecture, et à 16 km de Capvern, bureau centralisateur du canton de Neste, Aure et Louron dont dépend la commune depuis 2015 pour les élections départementales.
La commune fait en outre partie du bassin de vie d'Arreau.
Les communes les plus proches sont : 
Ilhet (0,5 km), Beyrède-Jumet (0,9 km), Camous (2,4 km), Fréchet-Aure (4,0 km), Aspin-Aure (4,8 km), Ardengost (5,1 km), Hèches (5,6 km), Pailhac (6,5 km).
Sur le plan historique et culturel, Sarrancolin fait partie du pays de la vallée d'Aure ou pays d'Aure, constitué de la vallée de la Neste (en aval de Sarrancolin), de la vallée d'Aure (en amont de Sarrancolin) et de la vallée du Louron (confluente à Arreau).
|                      | Hèches               | Nistos    |
| Beyrède-Jumet-Camous | Sarrancolin          | Ferrère   |
| Ilhet                | Beyrède-Jumet-Camous | Ardengost |

### Géologie et relief

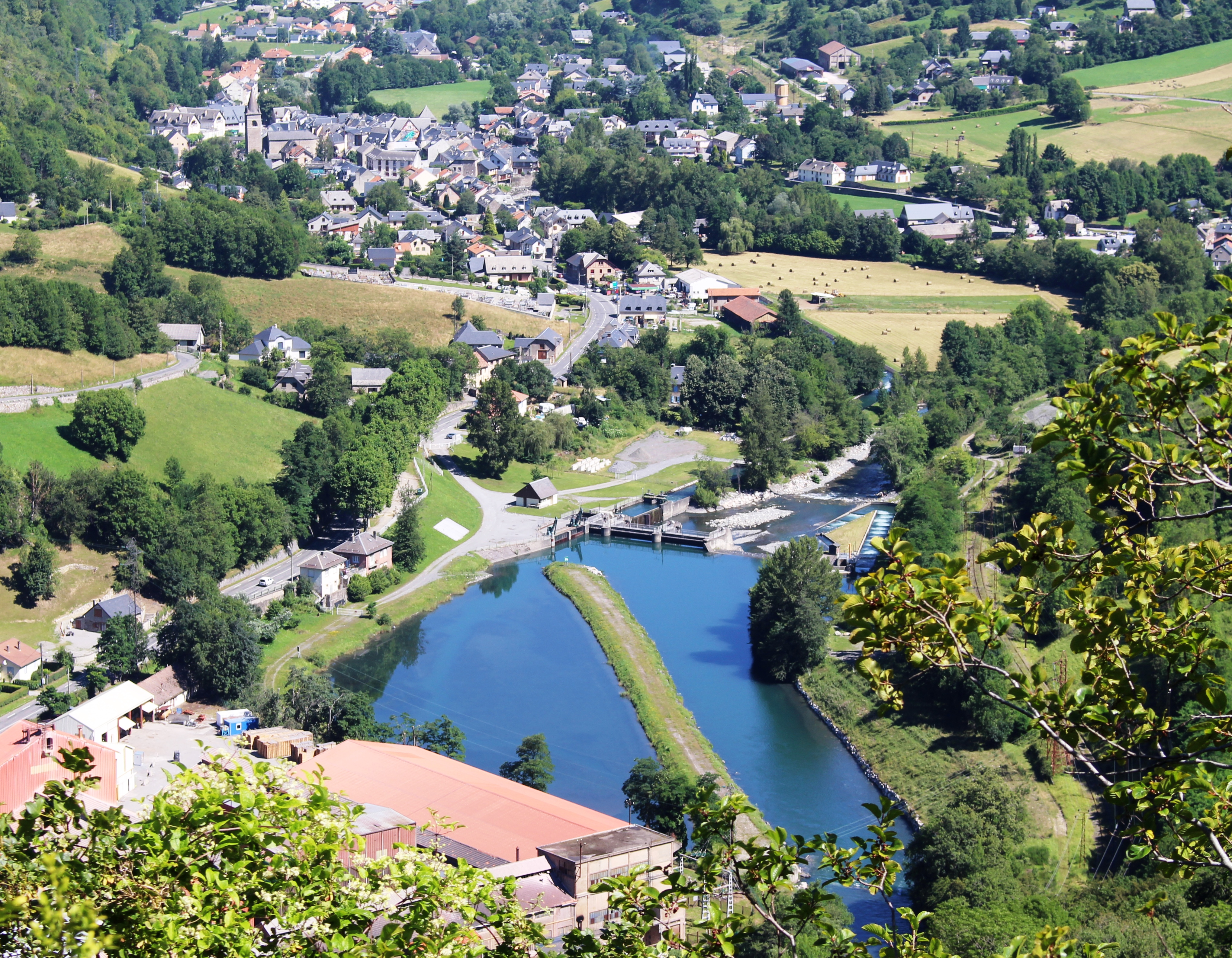
Le canal de la Neste dans Sarrancolin.

Son territoire s'étend de part et d'autre de la vallée, et entoure complètement vers l'est celui d'Ilhet ; il atteint ainsi le pic du mont Aspet (1 849 m) qui domine la Barousse ; une petite station de ski dite de Nistos-Cap Nestès a été aménagée sur cette partie orientale du territoire de Sarrancolin, mais son accès se fait par Nistos. La commune de Beyrède-Jumet, qui a eu 650 hab. en 1831 mais se dépeuple encore (-18 hab. de 1999 à 2004), s'étend vers l'ouest et héberge la troisième route en direction de Bagnères par le col de Beyrède, un peu plus bas que l'Aspin (1 417 m). Au-dessus s'élève le signal de Bassia (1 921 m), d'où l'on a une vue étendue, au nord vers les Baronnies, au sud sur la haute chaîne pyrénéenne.

### Hydrographie

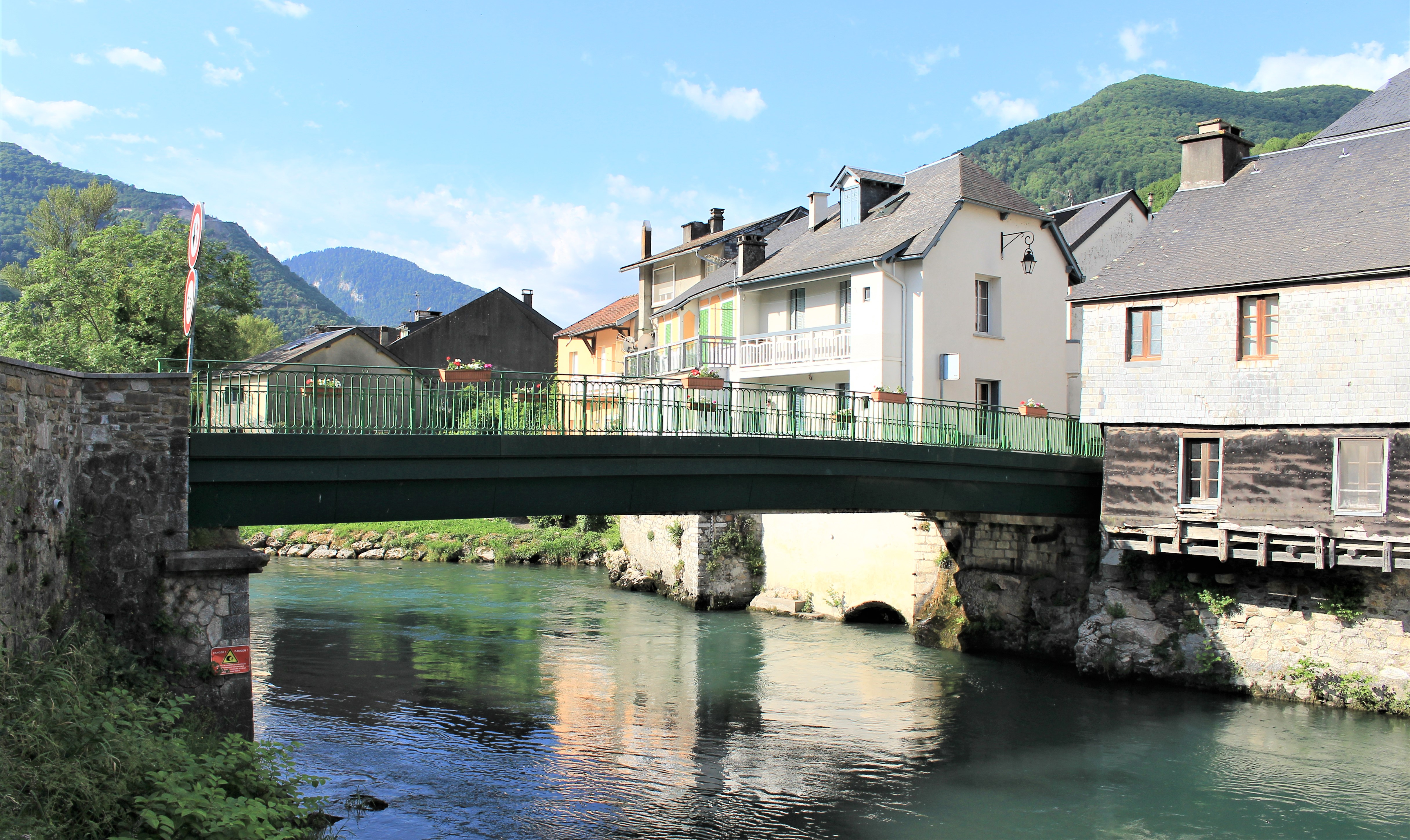
Le pont au-dessus de la Neste.

La commune est dans le bassin versant de la Garonne, au sein du bassin hydrographique Adour-Garonne. Elle est drainée par la Neste, le canal de la Neste, le ruisseau de Nistos, le ruisseau de baricave, le ruisseau de Beyrède, L'Arrieu, le ravin de l'Oule, ravin de rieulong, le ruisseau Coume de Castet, le ruisseau d'Arbiesse, le ruisseau d'Arbiesse, le ruisseau d'Artala, le ruisseau de Hournadets, le ruisseau de la Cuneille, et par un petit cours d'eau, constituant un réseau hydrographique de 38 km de longueur totale,.
La Neste, d'une longueur totale de 73,1 km, prend sa source dans la commune d'Aragnouet et s'écoule vers le nord puis se réoriente vers l'est. Elle traverse la commune et se jette dans la Garonne à Montréjeau, après avoir traversé 34 communes.
Le canal de la Neste, d'une longueur totale de 28,8 km, prend sa source dans la commune de Beyrède-Jumet-Camous et s'écoule vers le nord. Il traverse la commune et se jette dans le canal du Bouès à Capvern, après avoir traversé 9 communes.
Le ruisseau de Nistos, d'une longueur totale de 18,5 km, prend sa source dans la commune et s'écoule vers le nord. Il traverse la commune et se jette dans la Neste à Mazères-de-Neste, après avoir traversé 8 communes.

### Climat
Le climat de Sarrancolin est semi-continental. En effet, ce climat peut se retrouver ailleurs que dans l'Est du Pays. L'hiver est modérément froid, et les moyennes sont comparables à des villes comme Besançon, Dijon, Mulhouse ou encore Strasbourg, avec du gel la nuit, et des températures positives en journée. L'été quant à lui est chaud et un peu plus sec.
| Mois                              | jan. | fév. | mars | avril | mai  | juin | jui. | août | sep. | oct. | nov.  | déc. | année |
| --------------------------------- | ---- | ---- | ---- | ----- | ---- | ---- | ---- | ---- | ---- | ---- | ----- | ---- | ----- |
| Température minimale moyenne (°C) | −3,1 | −2,5 | −0,1 | 2     | 5,8  | 9,1  | 11,5 | 11,1 | 7,9  | 4,7  | 0,3   | −2,2 | 3,7   |
| Température moyenne (°C)          | 2    | 3,5  | 6,1  | 7,9   | 11,7 | 15   | 17,6 | 17,3 | 14,4 | 11   | 5,7   | 2,5  | 9,6   |
| Température maximale moyenne (°C) | 7    | 9,4  | 12,3 | 13,8  | 17,6 | 21   | 23,6 | 23,5 | 20,8 | 17,2 | 11    | 7,1  | 15,4  |
| Record de froid (°C)              | −19  | −23  | −20  | −8,2  | −5   | −2   | 1    | 0    | −3   | −7,5 | −15,8 | −20  | −23   |
| Record de chaleur (°C)            | 19   | 27,5 | 27   | 29    | 36   | 37   | 38,5 | 38   | 35   | 30,5 | 25,2  | 22,5 | 38,5  |
| Précipitations (mm)               | 90   | 60,9 | 70,2 | 84,6  | 88,2 | 66,7 | 59,4 | 61,2 | 62,4 | 70,9 | 93,2  | 87,1 | 894,8 |

### Milieux naturels et biodiversité

#### Réseau Natura 2000

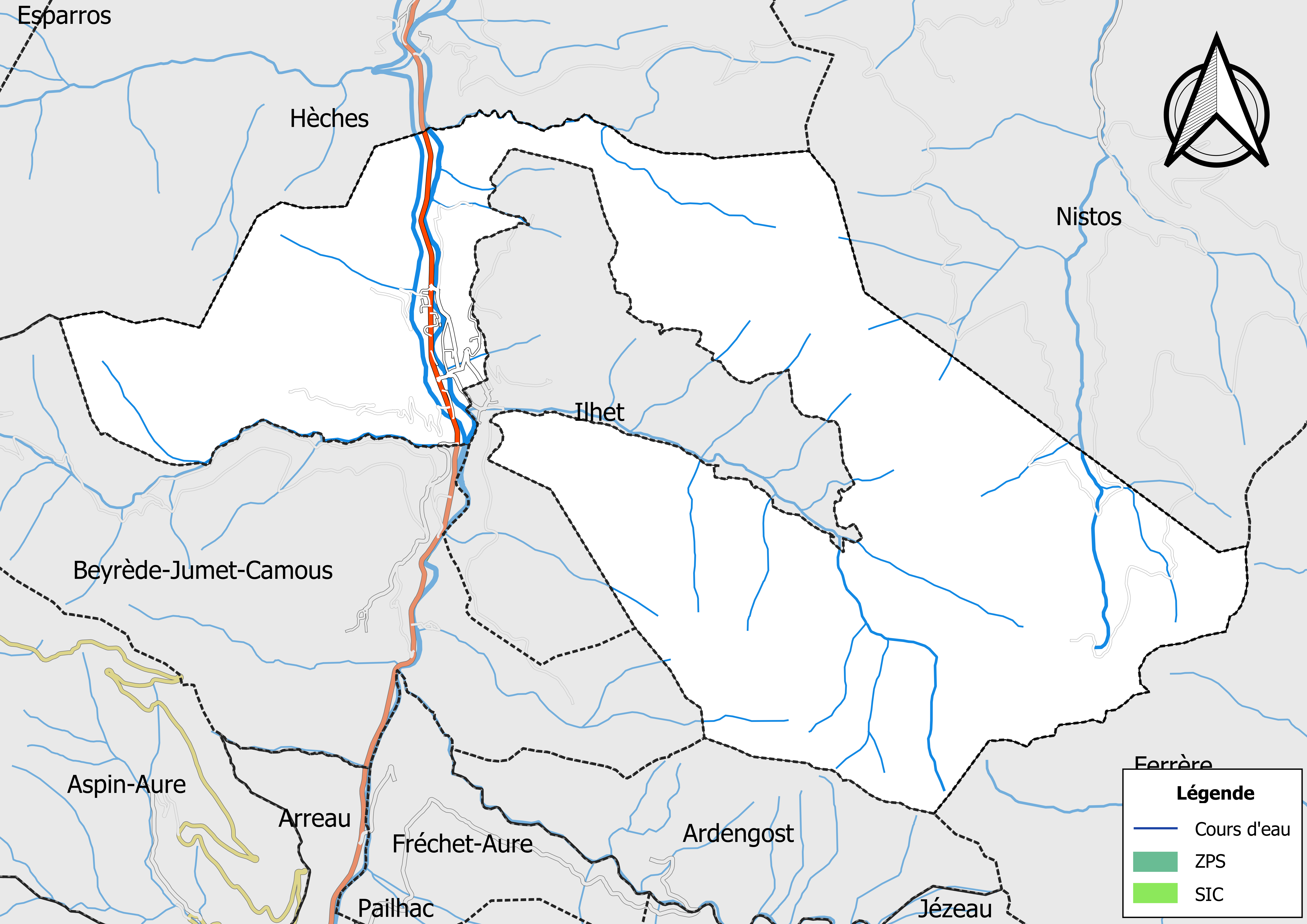
Site Natura 2000 sur le territoire communal.

Le réseau Natura 2000 est un réseau écologique européen de sites naturels d'intérêt écologique élaboré à partir des directives habitats et oiseaux, constitué de zones spéciales de conservation (ZSC) et de zones de protection spéciale (ZPS).
Un site Natura 2000 a été défini sur la commune au titre de la directive habitats : « garonne, Ariège, Hers, Salat, Pique et Neste », d'une superficie de 9 581 ha, un réseau hydrographique pour les poissons migrateurs (zones de frayères actives et potentielles importantes pour le Saumon en particulier qui fait l'objet d'alevinages réguliers et dont des adultes atteignent déjà Foix sur l'Ariège.

#### Zones naturelles d'intérêt écologique, faunistique et floristique
L’inventaire des zones naturelles d'intérêt écologique, faunistique et floristique (ZNIEFF) a pour objectif de réaliser une couverture des zones les plus intéressantes sur le plan écologique, essentiellement dans la perspective d’améliorer la connaissance du patrimoine naturel national et de fournir aux différents décideurs un outil d’aide à la prise en compte de l’environnement dans l’aménagement du territoire.
Huit ZNIEFF de type 1 sont recensées sur la commune :
- les « Chaînon calcaire de la Bouche de Campan et soulane du Signal de Bassia » (2 055 ha), couvrant 6 communes du département[16] ;
- les « forêts du Nistos et pic de Mont Aspet » (2 169 ha), couvrant 6 communes du département[17] ;
- le « massif de la Barousse » (6 802 ha), couvrant 12 communes dont deux dans la Haute-Garonne et dix dans les Hautes-Pyrénées[18] ;
- le « massif de Lhéris, Hautes-Baronnies » (5 455 ha), couvrant 9 communes du département[19] ;
- la « Neste moyenne et aval » (283 ha), couvrant 25 communes dont une dans la Haute-Garonne et 24 dans les Hautes-Pyrénées[20] ;
- « Payolle » (3 600 ha), couvrant 6 communes du département[21] ;
- les « Relief karstique, milieux montagnards et forestiers de Camous au Mont Mérag » (1 648 ha), couvrant 5 communes du département[22] ;
- les « vallons forestiers et milieux subalpins en rive droite du bas Louron » (6 635 ha), couvrant 17 communes dont deux dans la Haute-Garonne et 15 dans les Hautes-Pyrénées[23] ;

et six ZNIEFF de type 2, : 
- les « Baronnies » (20 367 ha), couvrant 43 communes du département[24] ;
- le « bassin du Haut Adour » (27 303 ha), couvrant 18 communes du département[25] ;
- les « Garonne amont, Pique et Neste » (1 788 ha), couvrant 112 communes dont 42 dans la Haute-Garonne et 70 dans les Hautes-Pyrénées[26];
- le « massif de la Barousse et chaînon du sommet d´Antenac au cap de Pouy de Hourmigué » (15 691 ha), couvrant 33 communes dont 18 dans la Haute-Garonne et 15 dans les Hautes-Pyrénées[27];
- le « piémont calcaire, forestier et montagnard du Nistos en rive droite de la Neste » (15 195 ha), couvrant 26 communes dont une dans la Haute-Garonne et 25 dans les Hautes-Pyrénées[28];
- la « vallée du Louron » (16 472 ha), couvrant 30 communes dont six dans la Haute-Garonne et 24 dans les Hautes-Pyrénées[29];

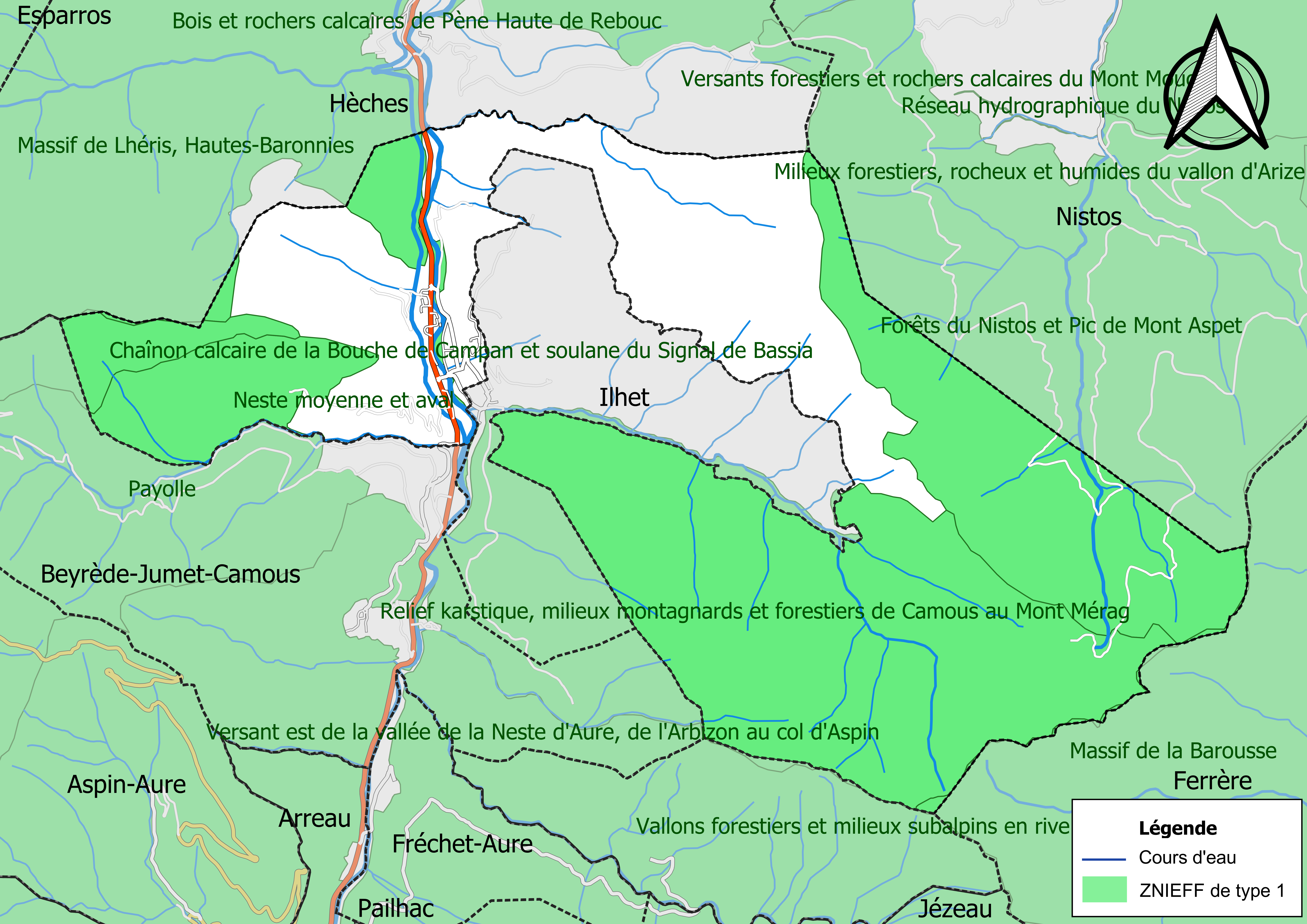
Carte des ZNIEFF de type 1 sur la commune.
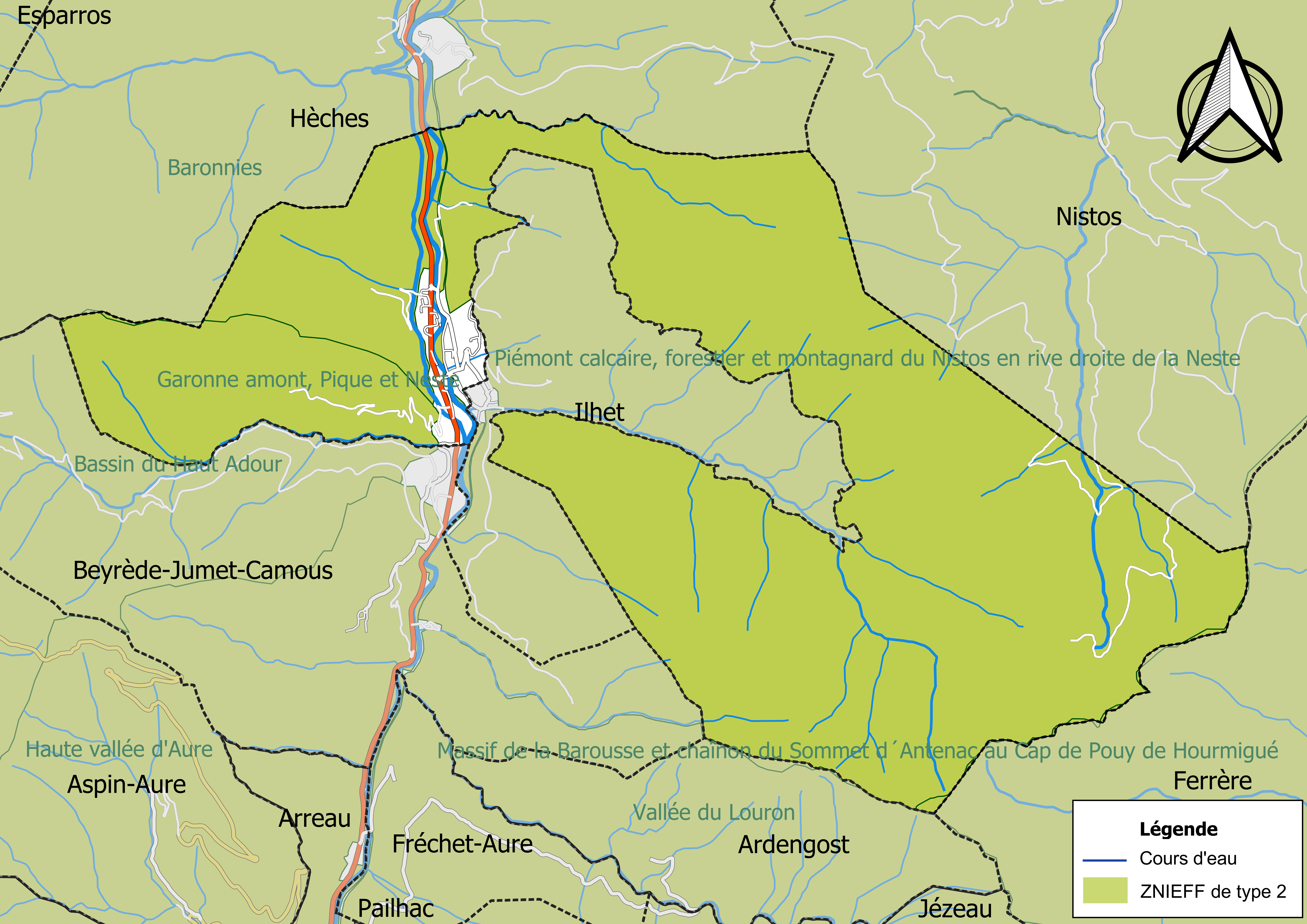
Carte des ZNIEFF de type 2 sur la commune.

## Urbanisme

### Typologie
Au 1er janvier 2024, Sarrancolin est catégorisée commune rurale à habitat dispersé, selon la nouvelle grille communale de densité à sept niveaux définie par l'Insee en 2022.
Elle est située hors unité urbaine et hors attraction des villes,.

### Occupation des sols
L'occupation des sols de la commune, telle qu'elle ressort de la base de données européenne d’occupation biophysique des sols Corine Land Cover (CLC), est marquée par l'importance des forêts et milieux semi-naturels (90,9 % en 2018), une proportion sensiblement équivalente à celle de 1990 (91,1 %). La répartition détaillée en 2018 est la suivante : 
forêts (69,3 %), milieux à végétation arbustive et/ou herbacée (20,8 %), prairies (5,8 %), zones agricoles hétérogènes (1,9 %), zones urbanisées (1,4 %), espaces ouverts, sans ou avec peu de végétation (0,8 %).
L'IGN met par ailleurs à disposition un outil en ligne permettant de comparer l’évolution dans le temps de l’occupation des sols de la commune (ou de territoires à des échelles différentes). Plusieurs époques sont accessibles sous forme de cartes ou photos aériennes : la carte de Cassini (XVIIIe siècle), la carte d'état-major (1820-1866) et la période actuelle (1950 à aujourd'hui).

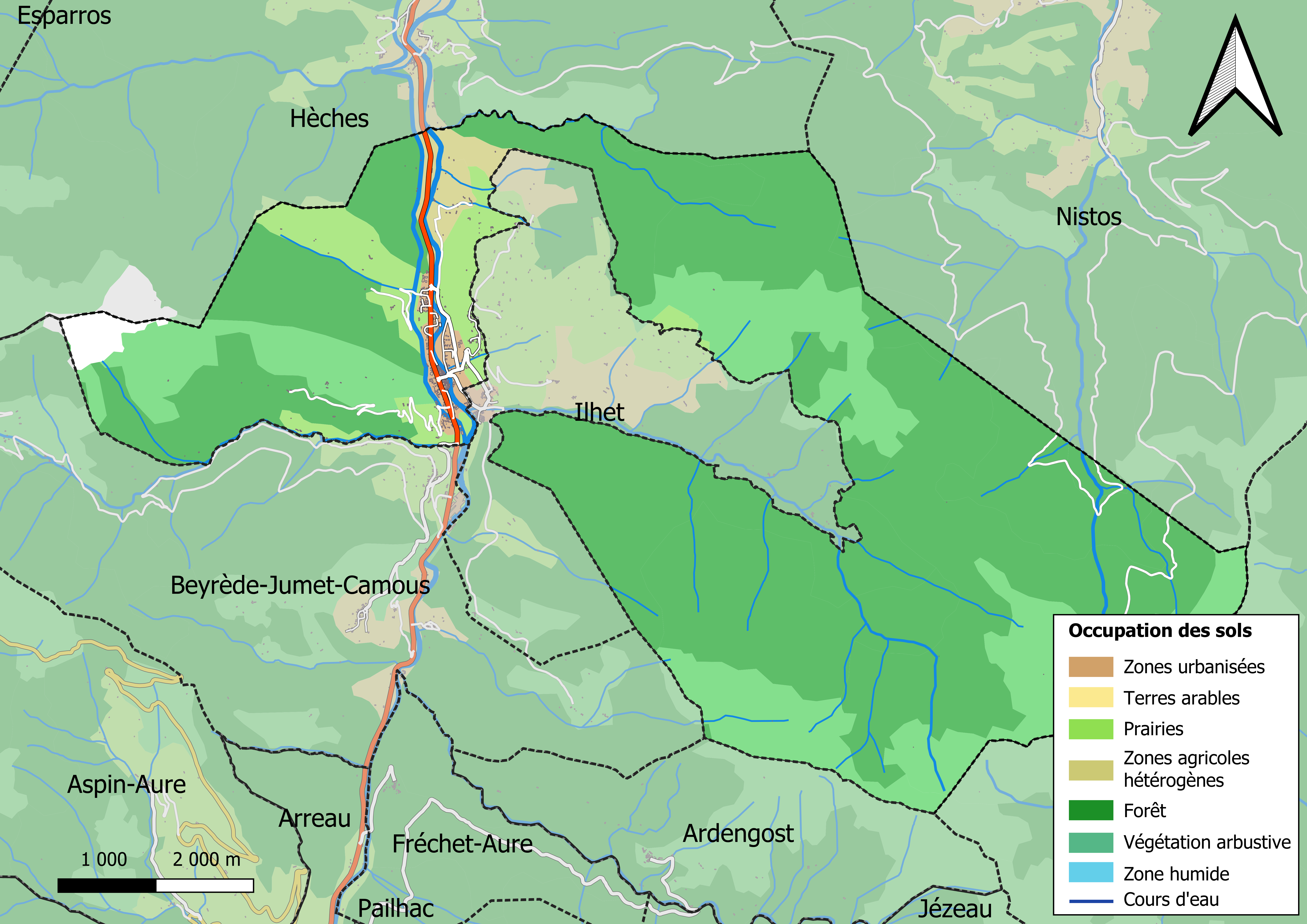
Carte des infrastructures et de l'occupation des sols en 2018 (CLC) de la commune.
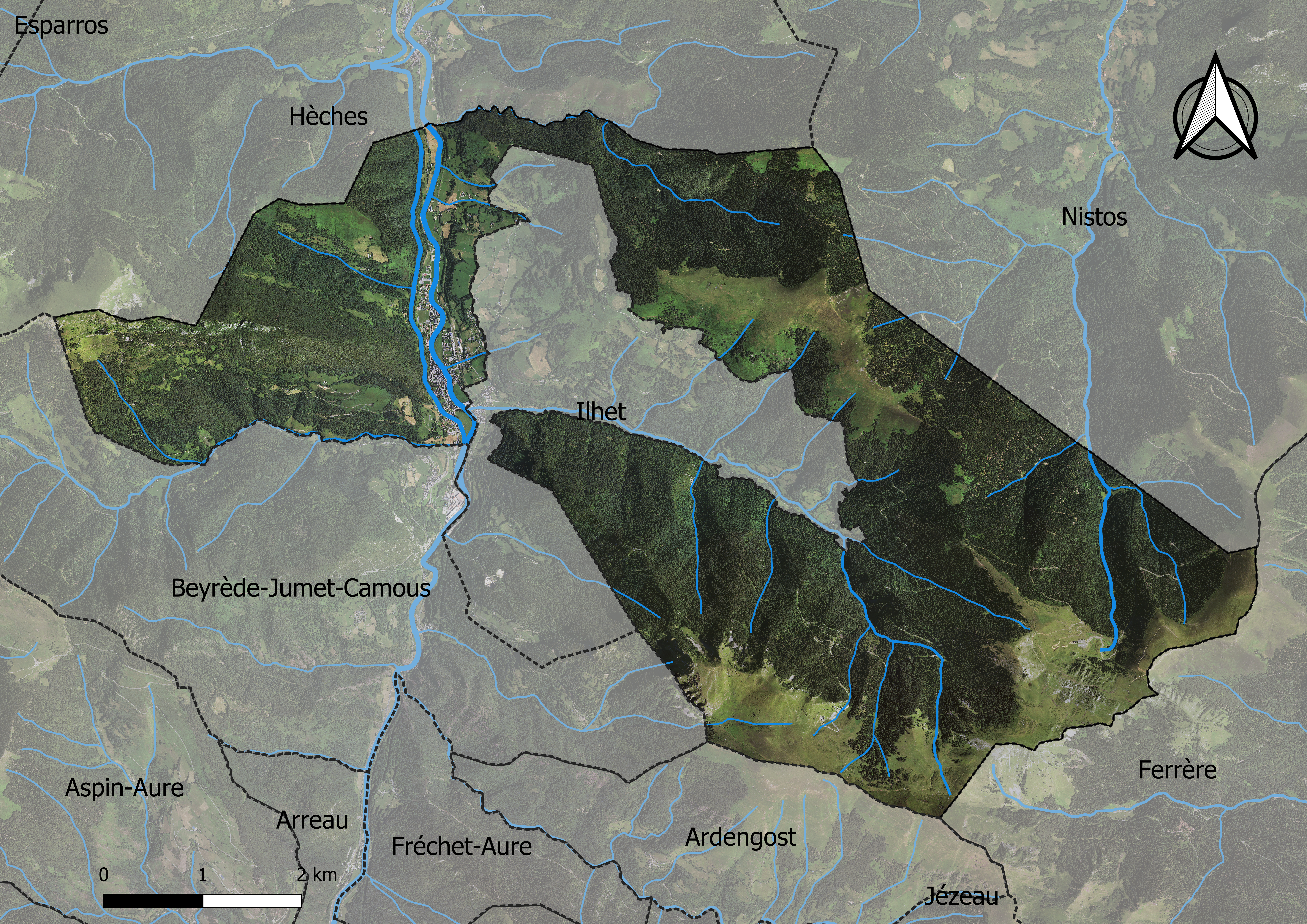
Carte orthophotogrammétrique de la commune.

### Voies de communication et transports

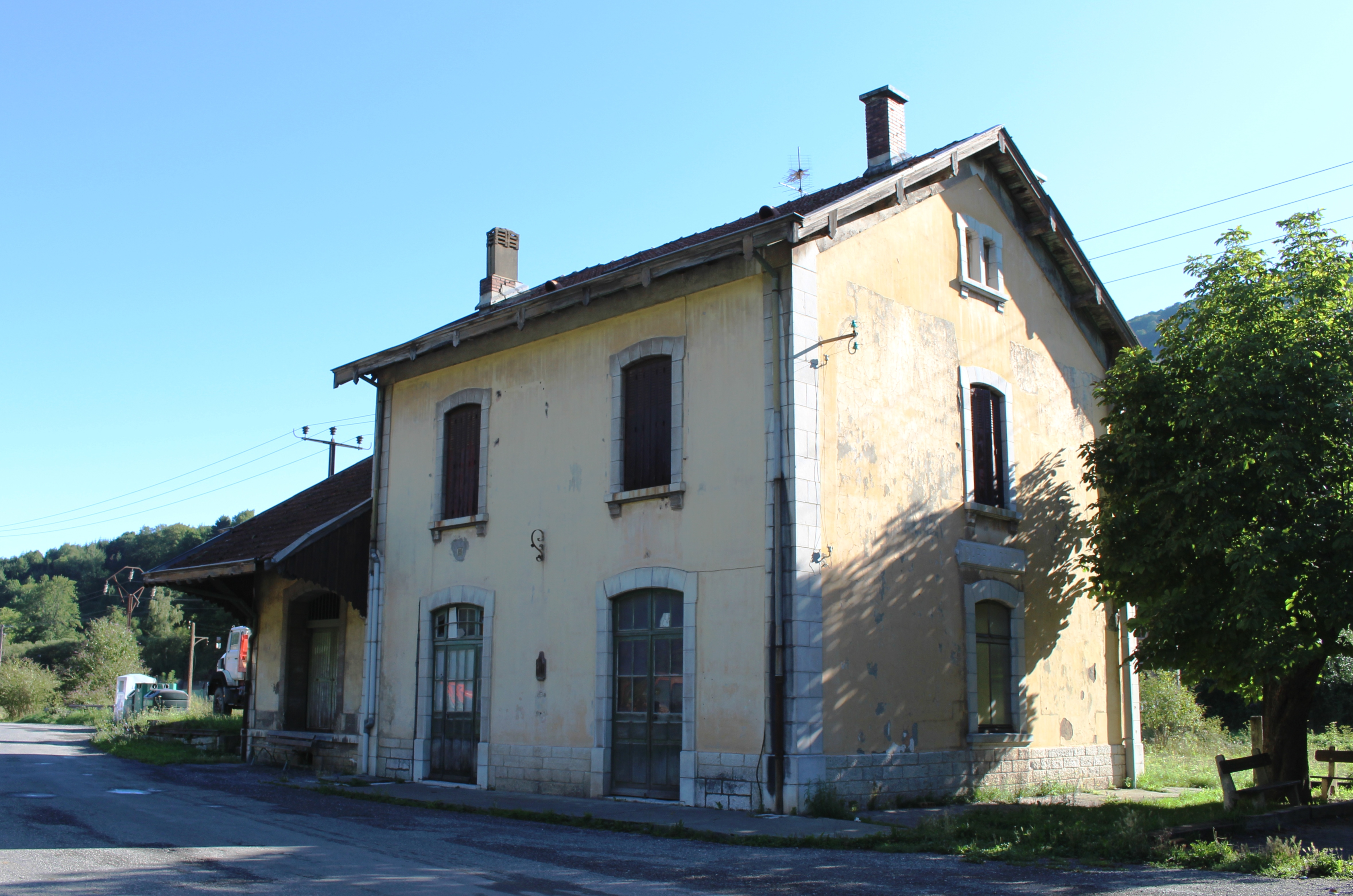
L'ancienne gare de Sarrancolin sur la ligne de Lannemezan à Arreau - Cadéac en 2015.

Cette commune est desservie par la route départementale D 929.
Ancienne ligne ferroviaire reliant Lannemezan à Arreau - Cadéac.

### Risques majeurs
Le territoire de la commune de Sarrancolin est vulnérable à différents aléas naturels : météorologiques (tempête, orage, neige, grand froid, canicule ou sécheresse), inondations, feux de forêts, mouvements de terrains, avalanche  et séisme (sismicité moyenne). Il est également exposé à deux risques technologiques,  le transport de matières dangereuses et la rupture d'un barrage, et à un risque particulier : le risque de radon. Un site publié par le BRGM permet d'évaluer simplement et rapidement les risques d'un bien localisé soit par son adresse soit par le numéro de sa parcelle.

#### Risques naturels
Certaines parties du territoire communal sont susceptibles d’être affectées par le risque d’inondation par débordement de cours d'eau, notamment le Neste, le canal de la Neste et le ruisseau de Nistos. La cartographie des zones inondables en ex-Midi-Pyrénées réalisée dans le cadre du XIe Contrat de plan État-région, visant à informer les citoyens et les décideurs sur le risque d’inondation, est accessible sur le site de la DREAL Occitanie. La commune a été reconnue en état de catastrophe naturelle au titre des dommages causés par les inondations et coulées de boue survenues en 1982, 1999, 2001, 2009, 2013, 2015 et 2022 et au titre des inondations par remontée de nappe en 2015,.
Sarrancolin est exposée au risque de feu de forêt. Un plan départemental de protection des forêts contre les incendies a été approuvé par arrêté préfectoral le 21 avril 2020 pour la période 2020-2029. Le précédent couvrait la période 2007-2017. L’emploi du feu est régi par deux types de réglementations. D’abord le code forestier et l’arrêté préfectoral du 27 octobre 2014, qui réglementent l’emploi du feu à moins de 200 m des espaces naturels combustibles sur l’ensemble du département. Ensuite celle établie dans le cadre de la lutte contre la pollution de l’air, qui interdit le brûlage des déchets verts des particuliers. L’écobuage est quant à lui réglementé dans le cadre de commissions locales d’écobuage (CLE).

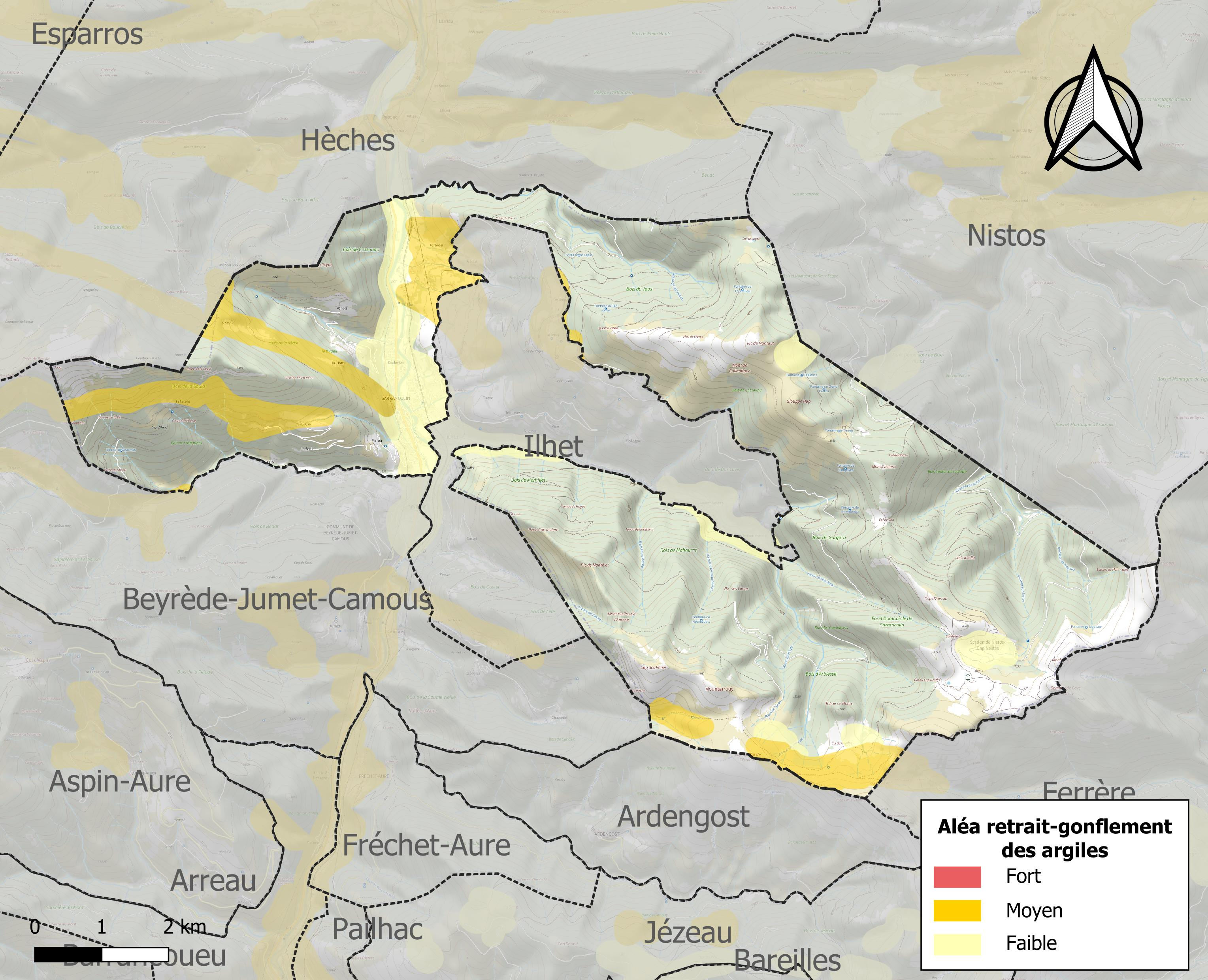
Carte des zones d'aléa retrait-gonflement des sols argileux de Sarrancolin.

Les mouvements de terrains susceptibles de se produire sur la commune sont des mouvements de sols liés à la présence d'argile et des tassements différentiels.
Le retrait-gonflement des sols argileux est susceptible d'engendrer des dommages importants aux bâtiments en cas d’alternance de périodes de sécheresse et de pluie. 8,8 % de la superficie communale est en aléa moyen ou fort (44,5 % au niveau départemental et 48,5 % au niveau national). Sur les 344 bâtiments dénombrés sur la commune en 2019, 17 sont en aléa moyen ou fort, soit 5 %, à comparer aux 75 % au niveau départemental et 54 % au niveau national. Une cartographie de l'exposition du territoire national au retrait gonflement des sols argileux est disponible sur le site du BRGM,.
Par ailleurs, afin de mieux appréhender le risque d’affaissement de terrain, l'inventaire national des cavités souterraines permet de localiser celles situées sur la commune.
Concernant les mouvements de terrains, la commune a été reconnue en état de catastrophe naturelle au titre des dommages causés par des mouvements de terrain en 1999 et 2013.
La commune est exposée aux risques d'avalanche. Les habitants exposés à ce risque doivent se renseigner, en mairie, de l’existence d’un plan de prévention des risques avalanches (PPRA). Le cas échéant, identifier les mesures applicables à l'habitation, identifier, au sein de l'habitation, la pièce avec la façade la moins exposée à l’aléa pouvant faire office, au besoin, de zone de confinement et équiper cette pièce avec un kit de situation d’urgence,.

#### Risques technologiques
Le risque de transport de matières dangereuses sur la commune est lié à sa traversée par une infrastructure ferroviaire. Un accident se produisant sur une telle infrastructure est susceptible d’avoir des effets graves sur les biens, les personnes ou l'environnement, selon la nature du matériau transporté. Des dispositions d’urbanisme peuvent être préconisées en conséquence.
La commune est en outre située en aval d'un barrage de classe A. À ce titre elle est susceptible d’être touchée par l’onde de submersion consécutive à la rupture de cet ouvrage.

#### Risque particulier
Dans plusieurs parties du territoire national, le radon, accumulé dans certains logements ou autres locaux, peut constituer une source significative d’exposition de la population aux rayonnements ionisants. Certaines communes du département sont concernées par le risque radon à un niveau plus ou moins élevé. Selon la classification de 2018, la commune de Sarrancolin est classée en zone 3, à savoir zone à potentiel radon significatif.

## Toponymie

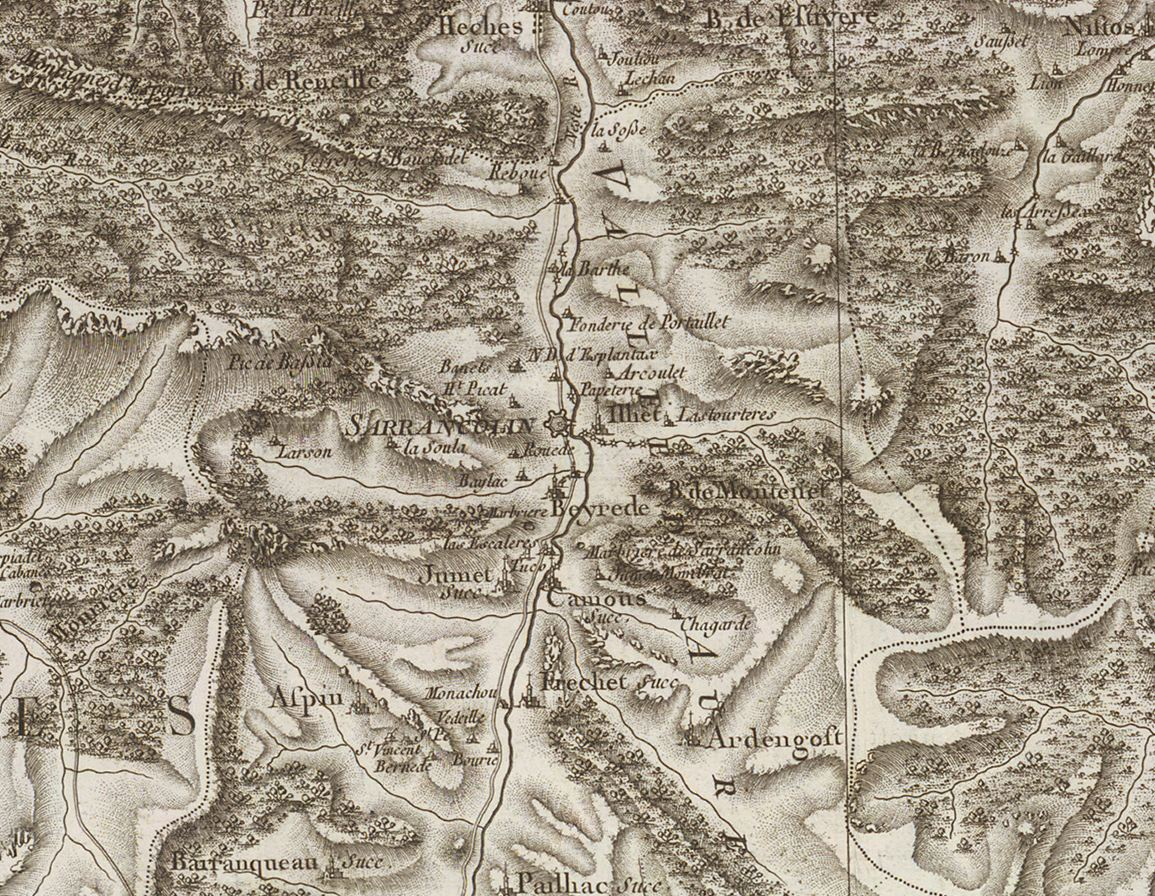
Extrait de la carte de Cassini (entre 1756 et 1789) situant Sarrancolin.

Le Dictionnaire toponymique des communes des Hautes-Pyrénées de Michel Grosclaude et Jean-François Le Nail rapporte les dénominations historiques du village :
Dénominations historiques :
- De Sarragoli, de Sarrangoli, de Sarancoli (1238-1239, actes Bonnefont) ;
- De Sarrancolino, latin (1387, pouillé du Comminges) ;
- Sarrancolin (fin XVIIIe siècle, carte de Cassini).

Nom occitan : Sarrancolin.

## Histoire

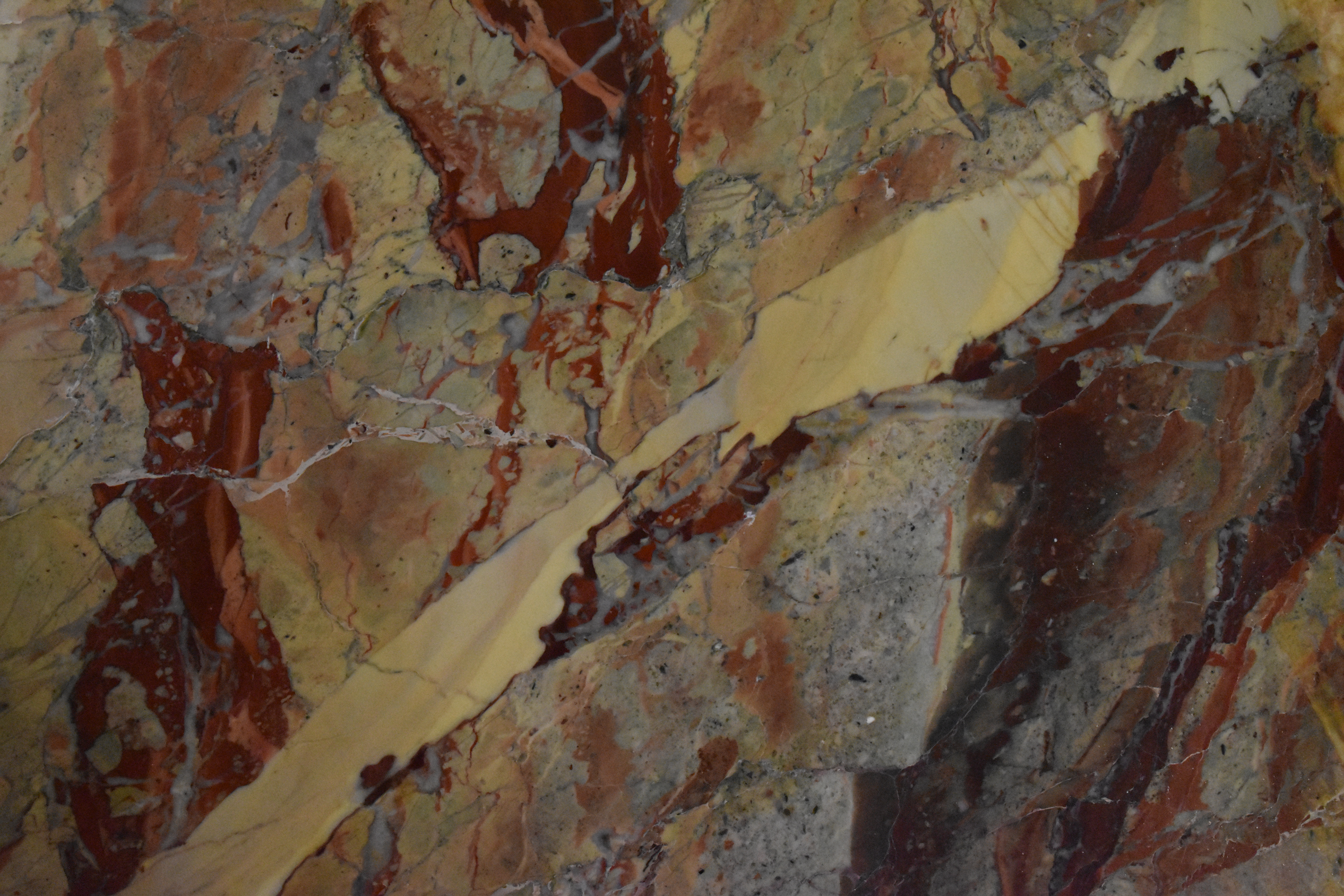
Marbre de Sarrancolin

Sarrancolin, bourg médiéval et fortifié, a été longtemps réputé pour son marbre. Sarrancolin s'est développée autour d'un prieuré bénédictin, dont l'existence est attestée dès le XIe siècle par un acte de donation d'Arnaud, comte d'Aure. Le prieuré dépendait de l'abbaye de Simorre, et était le siège de lieutenance royale et a longtemps donné à la ville le privilège d'être la capitale des Quatre-Vallées (Aure, Neste, Barousse, Magnoac). L'église paroissiale Saint-Ébons, des XIe et XIIe siècles, est contiguë aux vestiges du prieuré dont il reste quelques éléments à l'extérieur.
Contrairement à ce qui a pu être dit, la vallée d'Aure n'a jamais été une voie empruntée par les pèlerins se rendant à Saint-Jacques-de-Compostelle en suivant cette fameuse mais bien hypothétique Ténarèze dont il est depuis longtemps prouvé qu'elle n'a jamais existé[réf. nécessaire].
La tradition industrielle de la ville remonte à la période d'extraction des marbres, au XVIIe siècle. Sur les gisements Beyrède, Ilhet et Sarrancolin. Ces marbres, déjà exploités par les Romains, furent utilisés par Mansart et le duc d'Antin pour la décoration du Petit Trianon du château de Versailles, des châteaux de la Loire, de l'Opéra Garnier à Paris, des hôtels particuliers, et plus récemment, dans les années 1930, de l'entrée de l'Empire State Building de New York.
De cette première période industrielle, a fait suite l'implantation de verreries, de fabriques de chapelets avec le buis des vallées adjacentes, de nombreux métiers liés au fil de l'eau, moulins, scieries, filatures.
La configuration géologique de la vallée d'Aure et son verrou glaciaire ont rendu possible, dans les années 1860, la prise d'eau du canal de la Neste qui permet d'alimenter les rivières de Gascogne qui prennent naissance sur le plateau de Lannemezan. Plus récemment encore, en 1890, la vallée se dote d'un chemin de fer (abandonné depuis les années 1995 au bénéfice du transport par camion), ligne de Lannemezan à Arreau - Cadéac et gare de Sarrancolin, en direction d'Arreau, grâce aux équipements hydroélectriques du fond de vallées, permettant l'installation d'unités industrielles métallurgiques. Ainsi, au début du XXe siècle, apparaissait la fabrication d'abrasifs de corindon, qui se poursuit actuellement à Beyrède, et qui a influencé considérablement le développement de Sarrancolin et des villages environnants.
Cet impact se retrouve encore en observant l'architecture du bâti tout au long de la traversée de la ville.

## Politique et administration

### Liste des maires

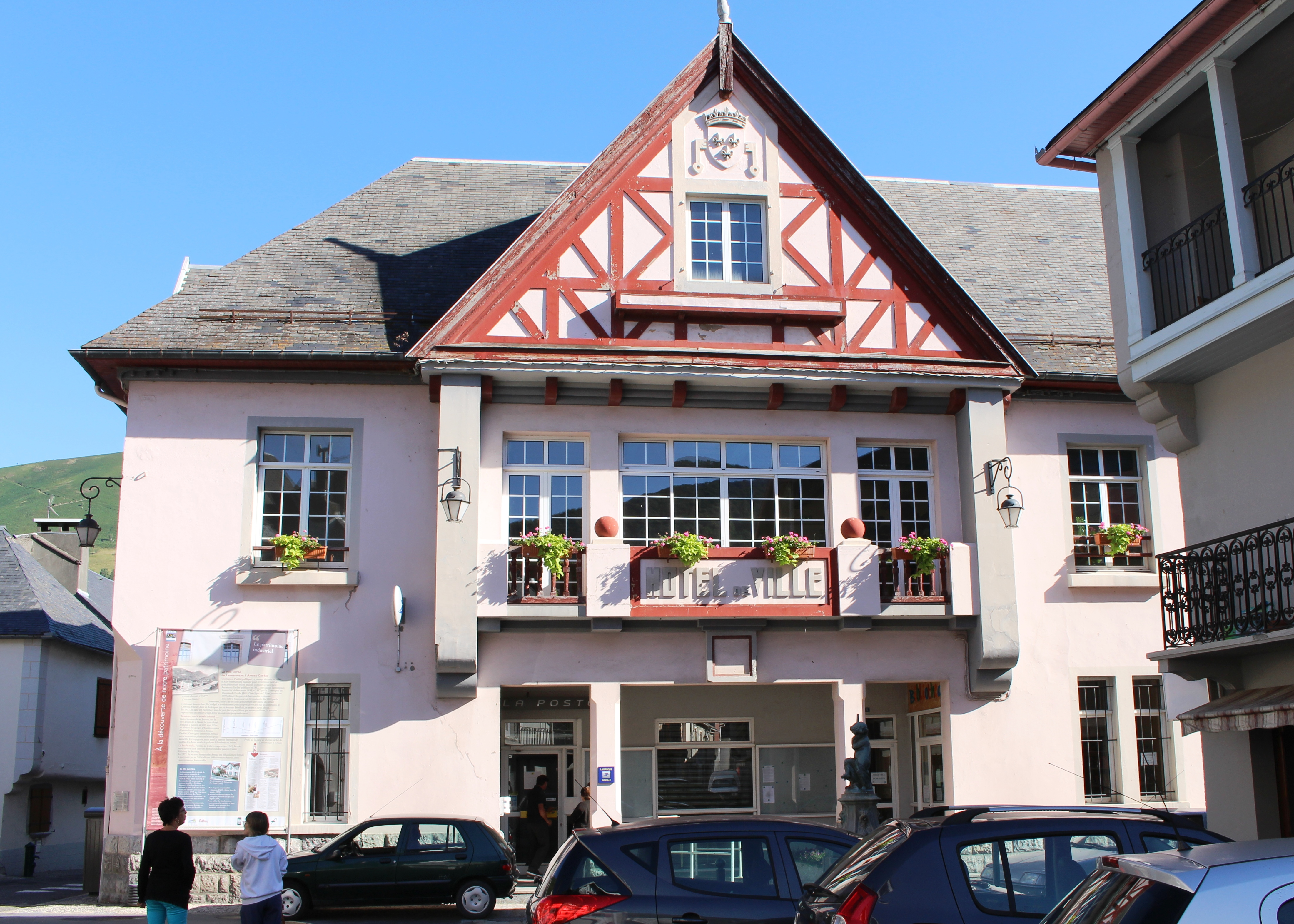
La mairie en 2015.

| Période                                  | Période  | Identité        | Étiquette | Qualité                                                    |
| ---------------------------------------- | -------- | --------------- | --------- | ---------------------------------------------------------- |
| Les données manquantes sont à compléter. |          |                 |           |                                                            |
| 1989                                     | 2014     | Robert Marquie  | PS        | Médecin, conseiller général du canton d'Arreau (1992-2011) |
| mars 2014                                |          | Francis Bossuat |           |                                                            |
| 2015                                     | 2020     | Albert Bazerque |           |                                                            |
| mars 2020                                | En cours | Yann Hélary     |           |                                                            |

### Rattachements administratifs et électoraux

#### Historique administratif
Sénéchaussée d'Auch, pays des Quatre-Vallées, vallée d'Aure, canton de Sarrancolin (1790), d'Arreau (depuis 1801).

#### Intercommunalité
Sarrancolin appartient à la communauté de communes Aure Louron créée au 1er janvier 2017 et qui réunit 47 communes.

## Population et société

### Démographie

#### Évolution démographique
| 1793 | 1800 | 1806 | 1821  | 1831  | 1836  | 1841  | 1846  | 1851  |
| ---- | ---- | ---- | ----- | ----- | ----- | ----- | ----- | ----- |
| 664  | 821  | 929  | 1 492 | 1 114 | 1 091 | 1 079 | 1 113 | 1 086 |

| 1856  | 1861 | 1866 | 1872 | 1876 | 1881 | 1886 | 1891 | 1896 |
| ----- | ---- | ---- | ---- | ---- | ---- | ---- | ---- | ---- |
| 1 016 | 968  | 959  | 896  | 884  | 774  | 733  | 733  | 624  |

| 1901 | 1906 | 1911 | 1921 | 1926 | 1931 | 1936 | 1946 | 1954 |
| ---- | ---- | ---- | ---- | ---- | ---- | ---- | ---- | ---- |
| 530  | 576  | 564  | 785  | 751  | 832  | 733  | 836  | 888  |

| 1962  | 1968  | 1975 | 1982 | 1990 | 1999 | 2005 | 2006 | 2010 |
| ----- | ----- | ---- | ---- | ---- | ---- | ---- | ---- | ---- |
| 1 013 | 1 008 | 868  | 772  | 684  | 689  | 660  | 655  | 590  |

| 2015 | 2020 | 2022 | - | - | - | - | - | - |
| ---- | ---- | ---- | - | - | - | - | - | - |
| 570  | 560  | 550  | - | - | - | - | - | - |

La commune a eu deux pics de population, l'un vers 1 500 hab. en 1820, l'autre à 1 000 dans les années 1960 ; elle perd quelques habitants depuis (-30 entre 1999 et 2005).

### Enseignement

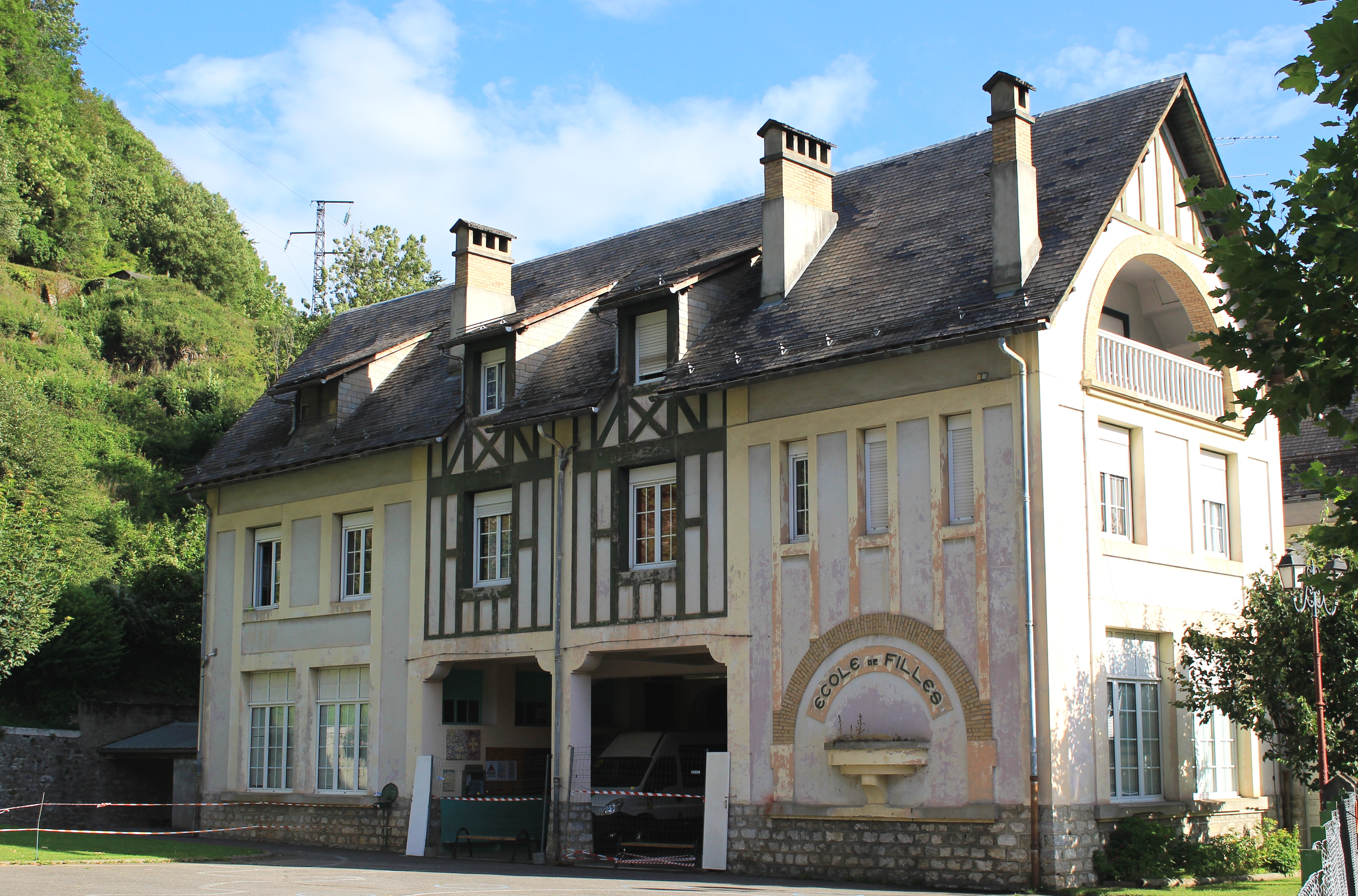
L'école élémentaire en 2021.

La commune dépend de l'académie de Toulouse. Elle dispose d’une école en 2019.
- École maternelle et école élémentaire
- Centre de loisirs
- Bibliothèque

### Santé
Groupe médical, pharmacie, infirmières, ambulances.

### Sports et Loisirs

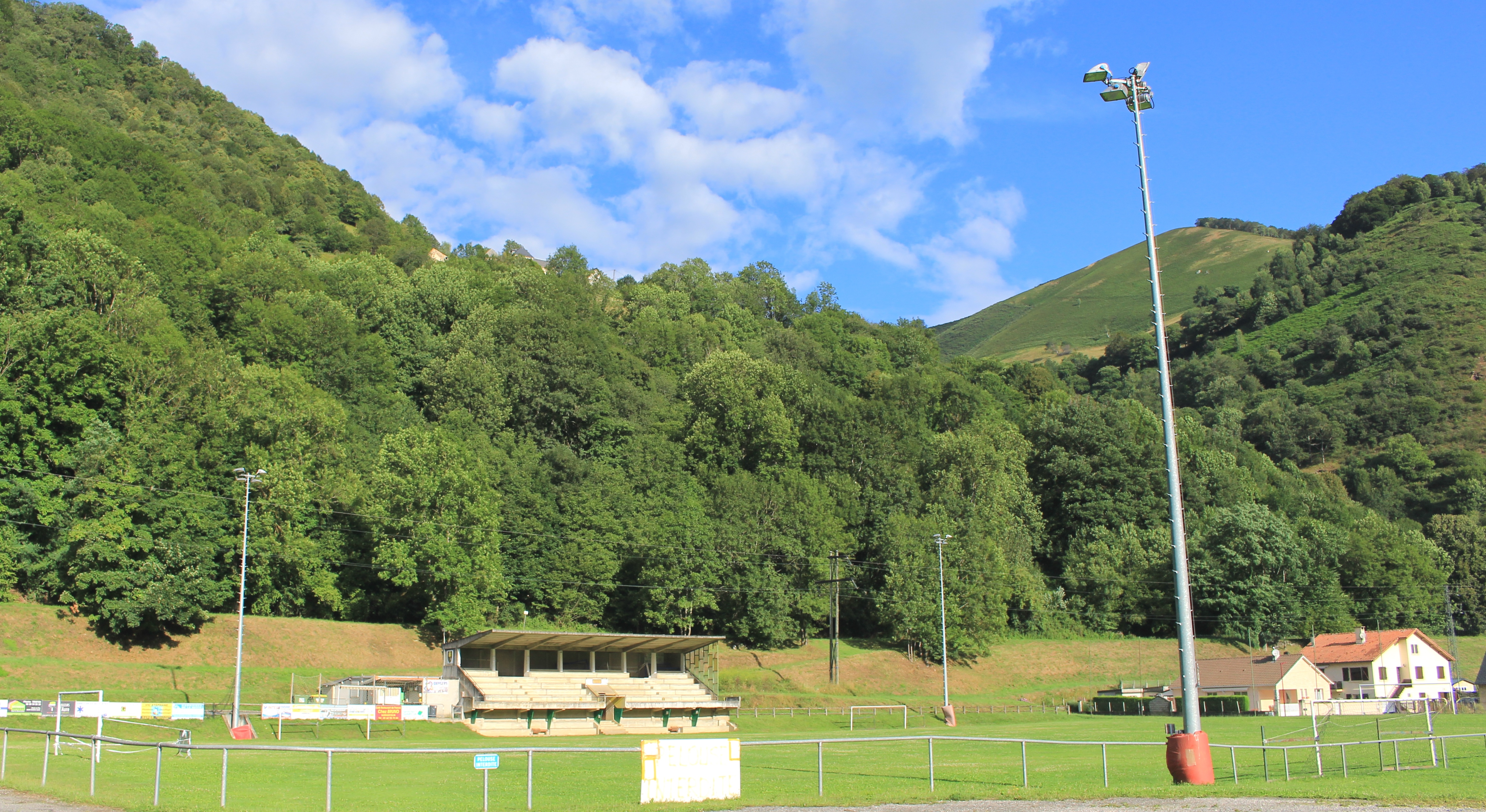
Le stade de football Marius-Voyron en 2021.

- Football : Sporting Club Sarrancolinois.
- Cyclotourisme : Entente Cycliste Sarrancolinoise.
- Escalade sur des falaises de renommée nationale : Pêne-Haute, Cap d'Aoû, Suberpene.
- pêche : rivière la Neste de 1re catégorie (sur 10 km de long sur la commune) plus six ruisseaux de montagne affluents.
- Station de Nistos, station de ski de fond.

## Économie

### Revenus
En 2018, la commune compte 296 ménages fiscaux, regroupant 562 personnes. La médiane du revenu disponible par unité de consommation est de 19 460 € (20 420 € dans le département).

### Emploi
|                | 2008  | 2013  | 2018  |
| -------------- | ----- | ----- | ----- |
| Commune        | 7,9 % | 6,7 % | 5,3 % |
| Département    | 7,7 % | 9,4 % | 9,8 % |
| France entière | 8,3 % | 10 %  | 10 %  |

En 2018, la population âgée de 15 à 64 ans s'élève à 325 personnes, parmi lesquelles on compte 74,5 % d'actifs (69,3 % ayant un emploi et 5,3 % de chômeurs) et 25,5 % d'inactifs,. En  2018, le taux de chômage communal (au sens du recensement) des 15-64 ans est inférieur à celui de la France et département, alors qu'en 2008 il était supérieur à celui du département et inférieur à celui de la France.
La commune est hors attraction des villes,. Elle compte 176 emplois en 2018, contre 187 en 2013 et 186 en 2008. Le nombre d'actifs ayant un emploi résidant dans la commune est de 228, soit un indicateur de concentration d'emploi de 76,8 % et un taux d'activité parmi les 15 ans ou plus de 50,5 %.
Sur ces 228 actifs de 15 ans ou plus ayant un emploi, 57 travaillent dans la commune, soit 25 % des habitants. Pour se rendre au travail, 86,7 % des habitants utilisent un véhicule personnel ou de fonction à quatre roues, 0,9 % les transports en commun, 9,2 % s'y rendent en deux-roues, à vélo ou à pied et 3,1 % n'ont pas besoin de transport (travail au domicile).

### Activités
Le principal employeur est l'usine Alcan de Beyrède, spécialisée dans les produits abrasifs (corindon) et réfractaires, qui emploie un peu plus de 100 personnes dans une usine créée en 1906.

### Artisanat
Sarrancolin possède l'une des dernières filatures artisanales du département des Hautes-Pyrénées. On y trouve également deux scieries de type traditionnel fermées depuis 10 ans.

### Extraction marbrière
Arrêtées au milieu du XXe siècle, les marbrières de Beyrède et d'Ilhet sont en activité en 2017 et se situent de part et d’autre de la Neste.

## Culture locale et patrimoine

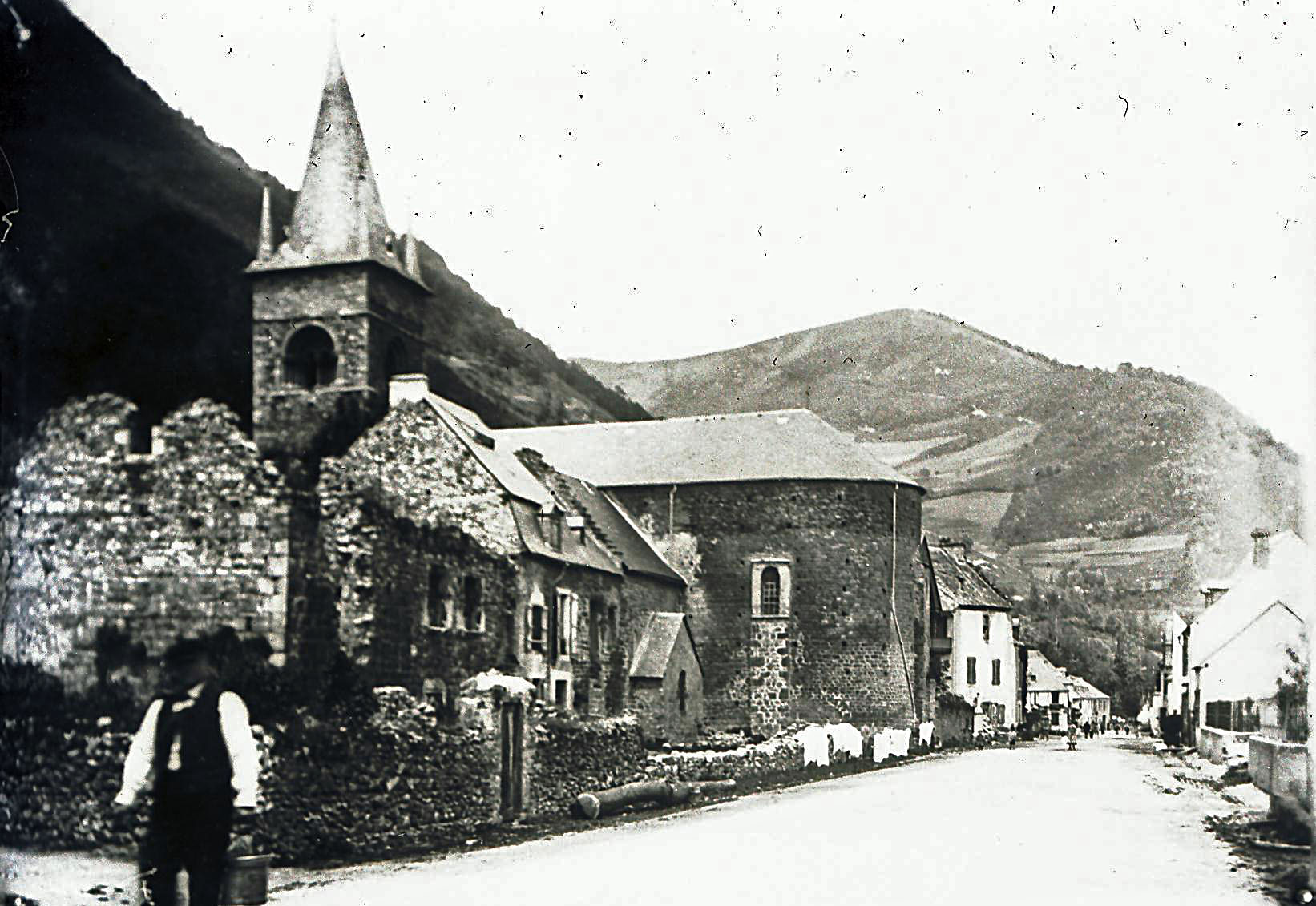
L'église de Sarrancolin avant son dégagement, vers 1900.

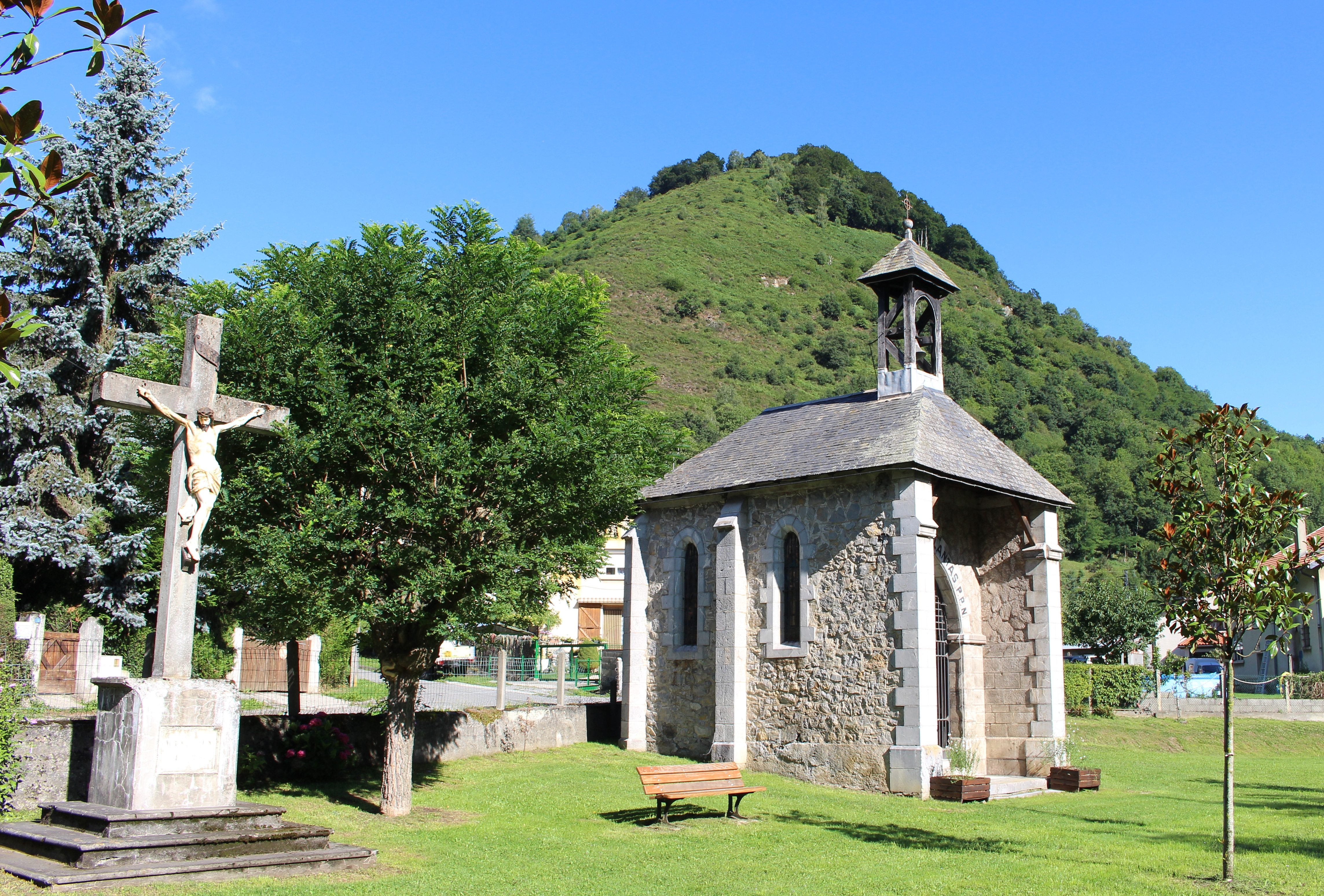
La chapelle d'Esplantats.

### Lieux et monuments
- L'église Saint-Ébons du plus pur style roman date des XIe et XIIe siècles.
- La chapelle d'Esplantats, au nord de la ville, fut construite au Xe siècle. Devenue bien national en 1789, l'ouverture de la route impériale nécessita sa démolition. Sa reconstruction date de 1877. Son nom viendrait du fait que lors d'une bataille les morts furent si nombreux que les corps ont été enterrés « debout » (Esplantats = Les Plantés).
- La porte Sainte-Quitterie, au sud de la ville, est une tour carrée dont une voûte en plein cintre offre le passage. Elle supporte le blason de France et une date : 1530, à peine lisible, martelée à la Révolution.
- La mairie construite en 1934.
- La prise d'eau du canal de la Neste se fait à Sarrancolin. C'est le point de départ de tout le système Neste, qui alimente les 17 rivières des coteaux de Gascogne.
- Lavoir.
- L'ancienne gare.

### Personnalités liées à la commune
- Jean-Antoine Ozun : homme politique, natif de Sarrancolin

### Héraldique
| Blason | Blasonnement : D'or à 3 fleurs de lis d'argent. Commentaires : ce blason est officiel (vérifié auprès de la mairie). |

## Images

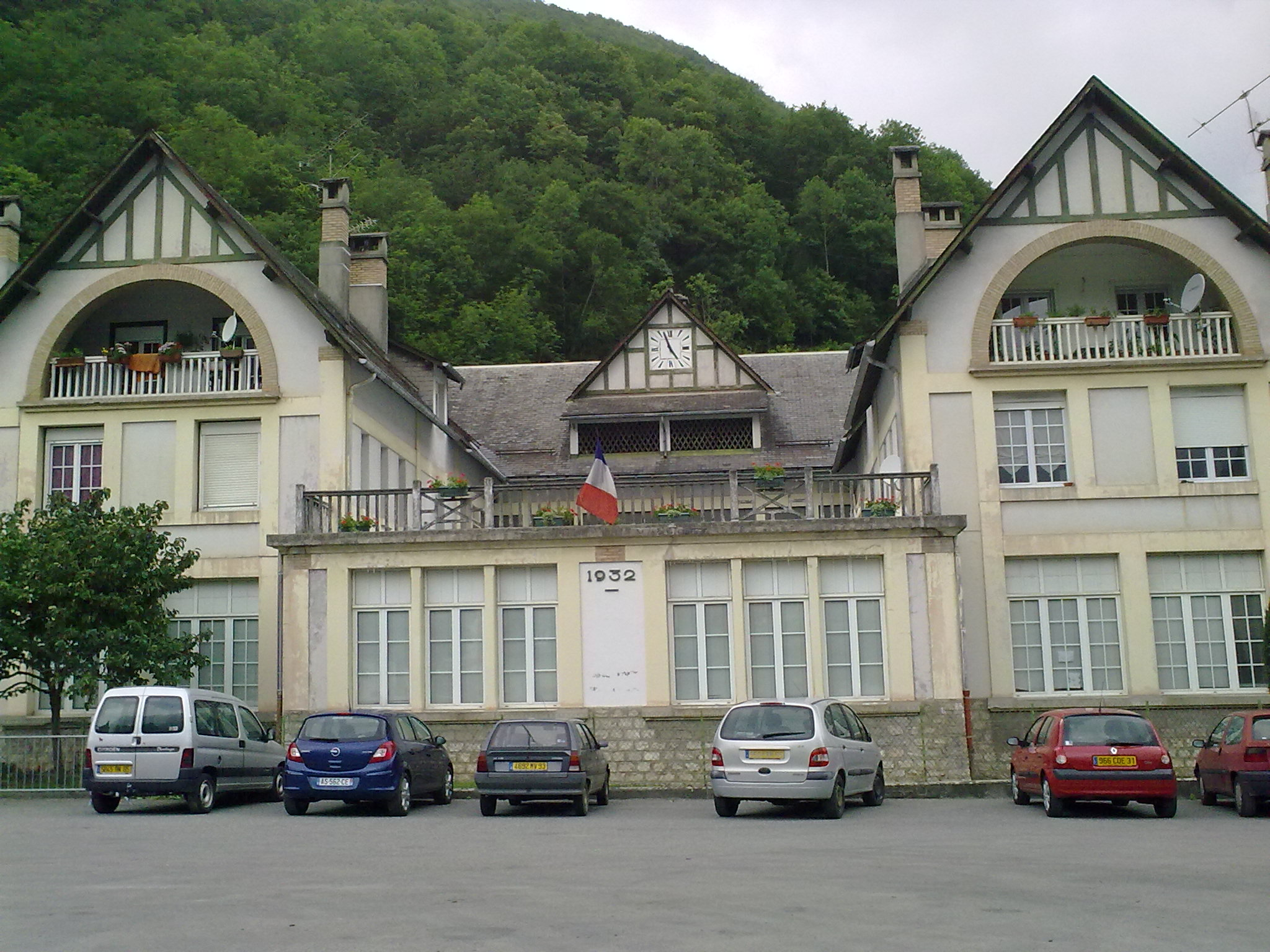
Sarrancolin, l'école maternelle et primaire.
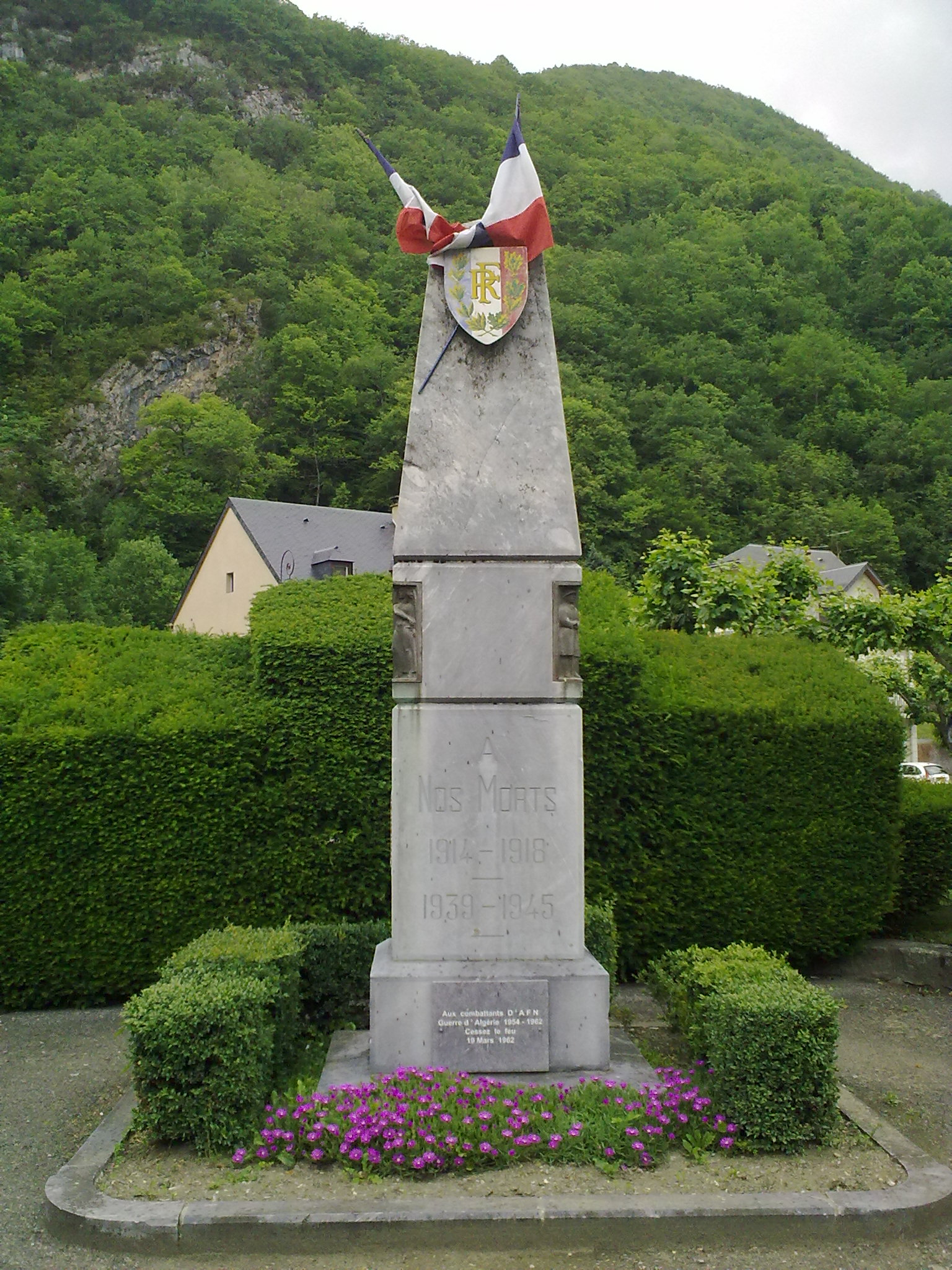
Monument aux morts de Sarrancolin.
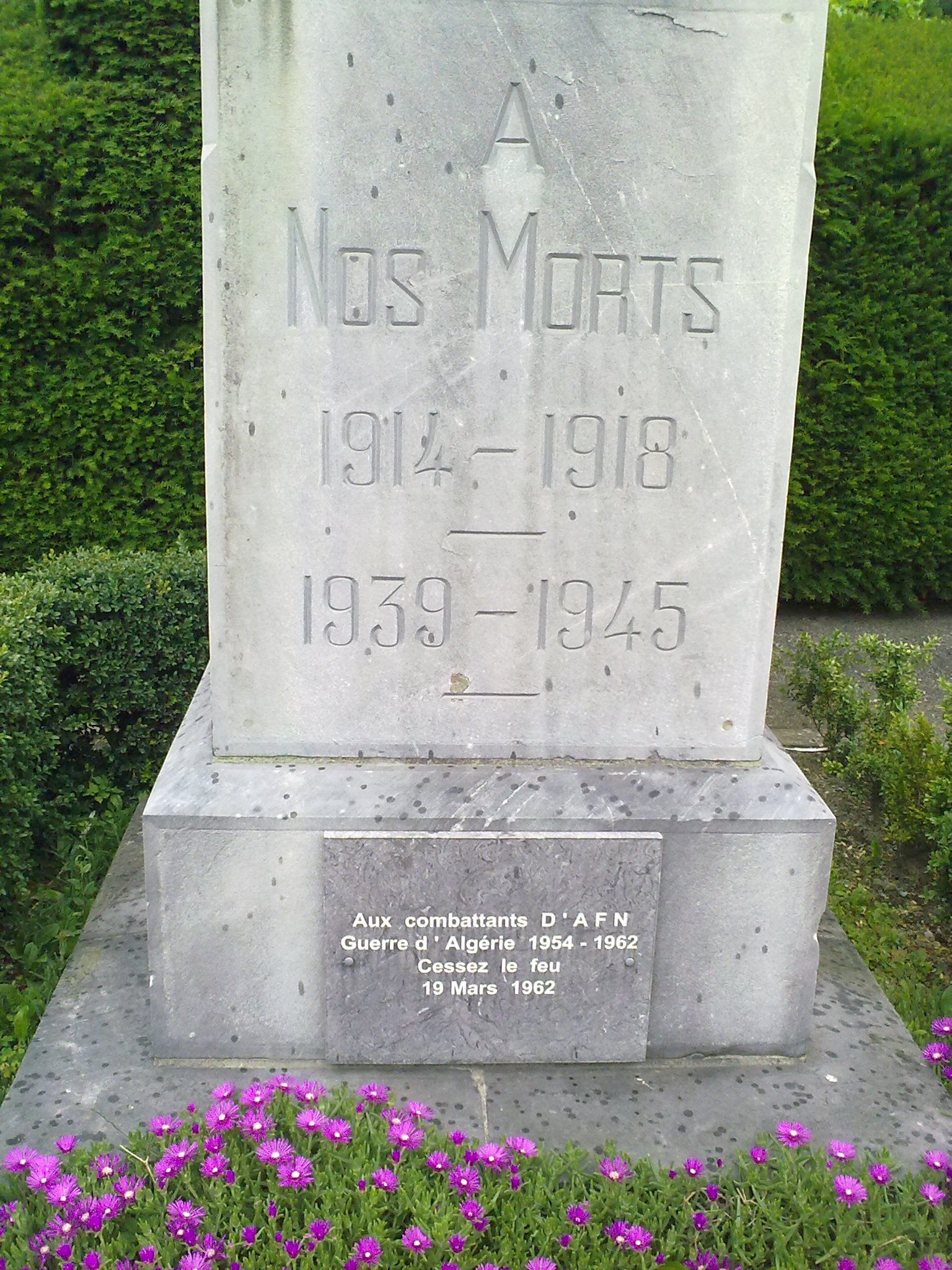
Détail du monument aux morts de Sarrancolin.
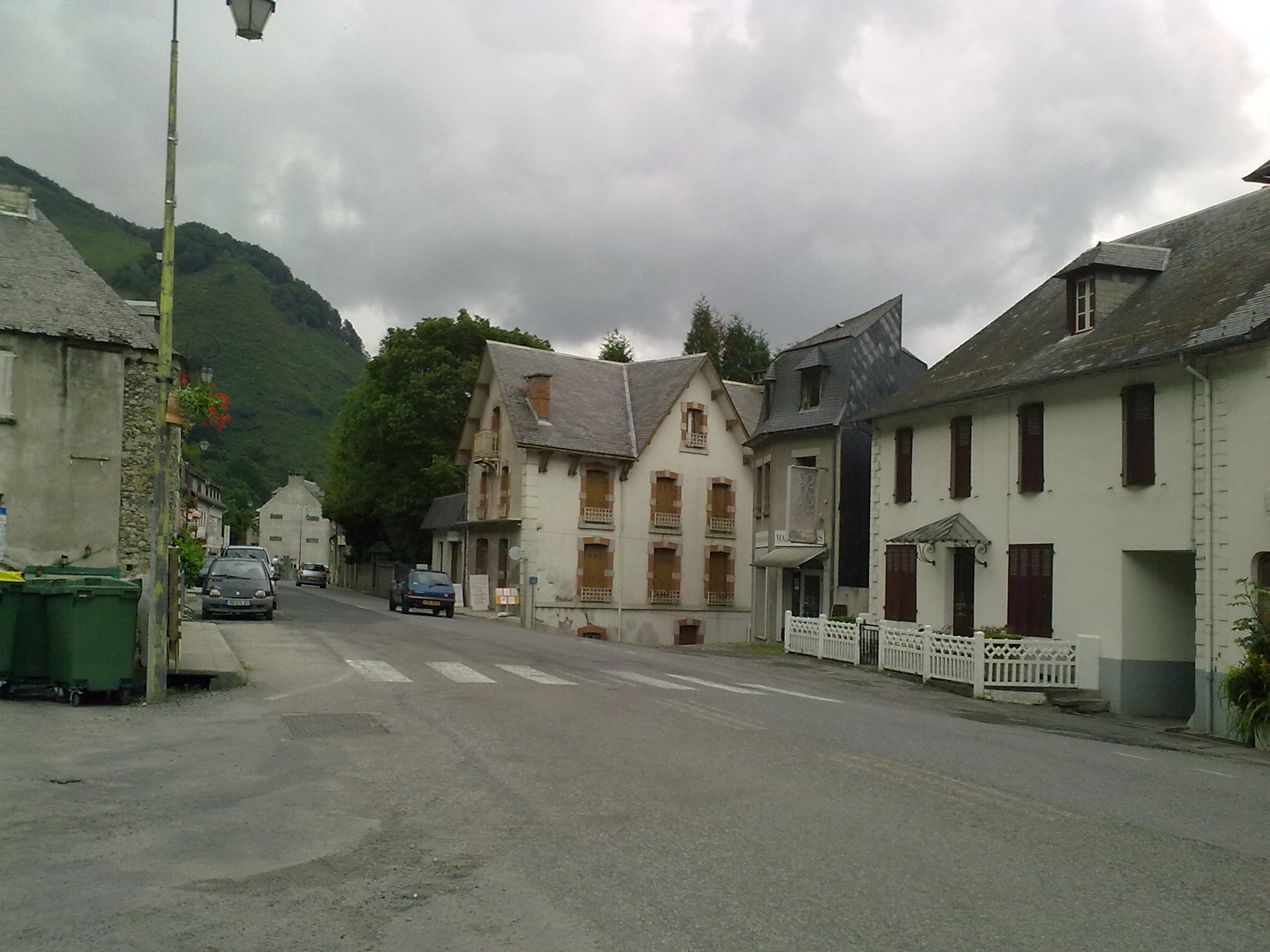
Sarrancolin, le village.
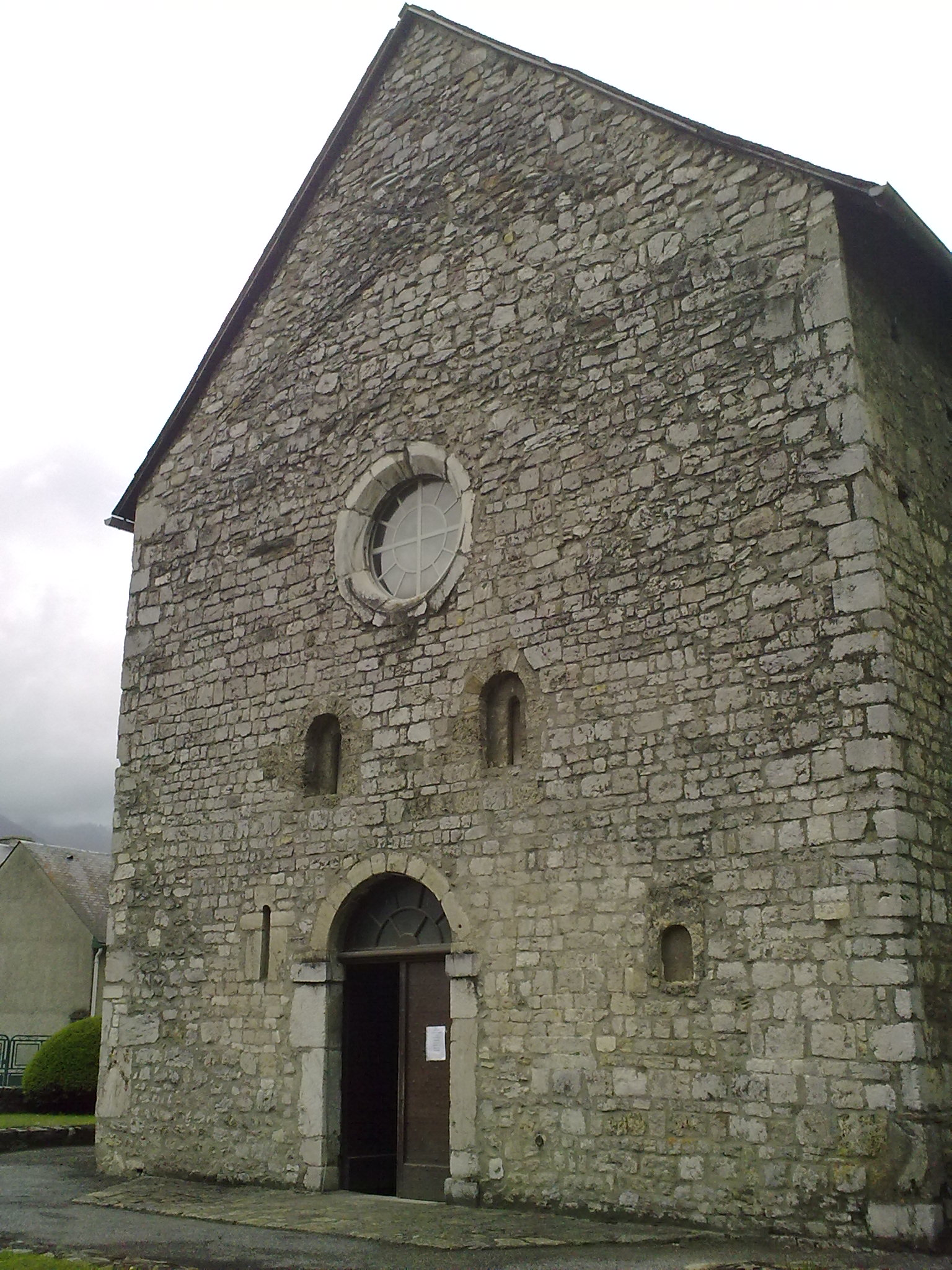
Église de Sarrancolin.
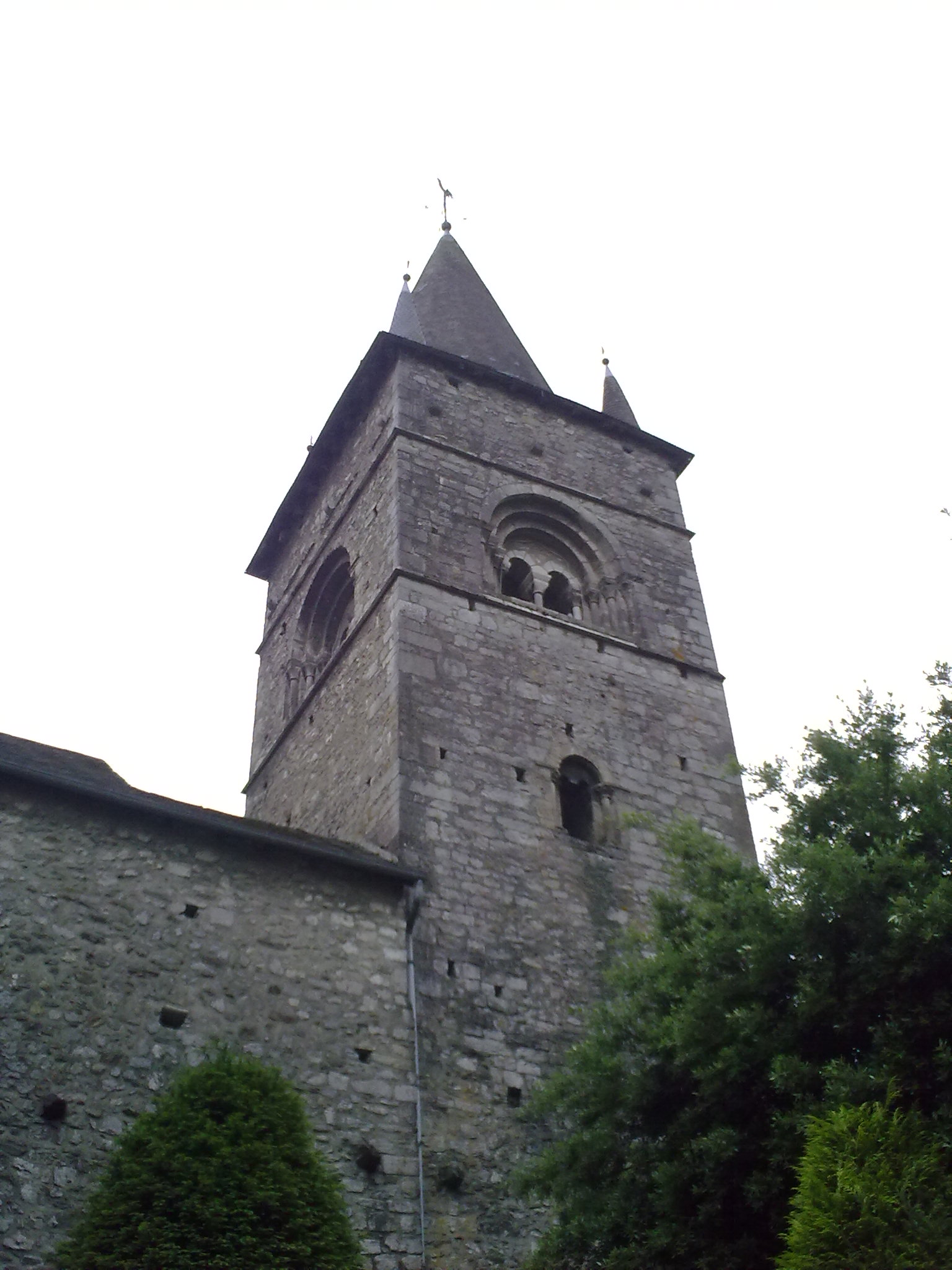
Église de Sarrancolin.
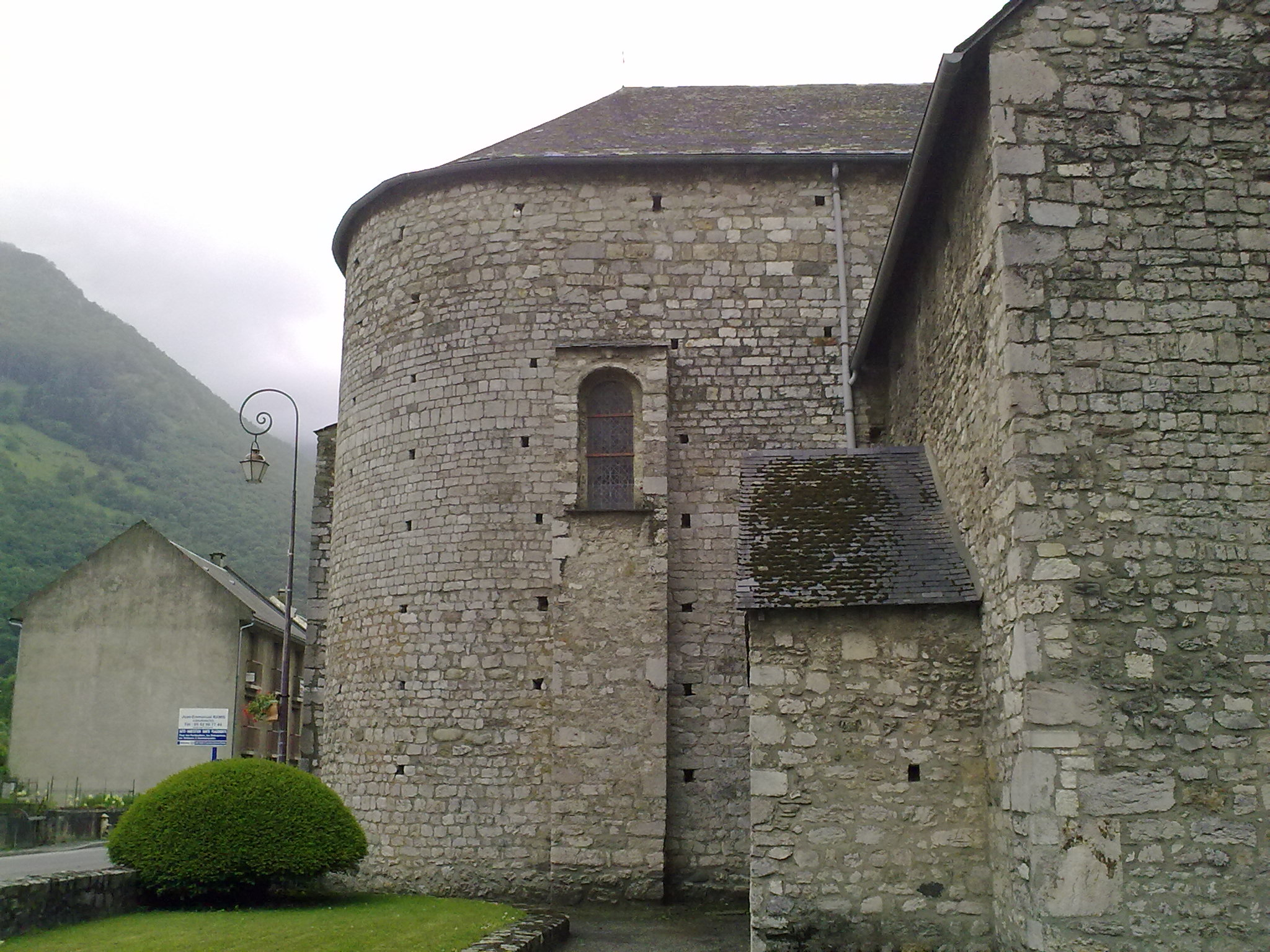
Église de Sarrancolin.
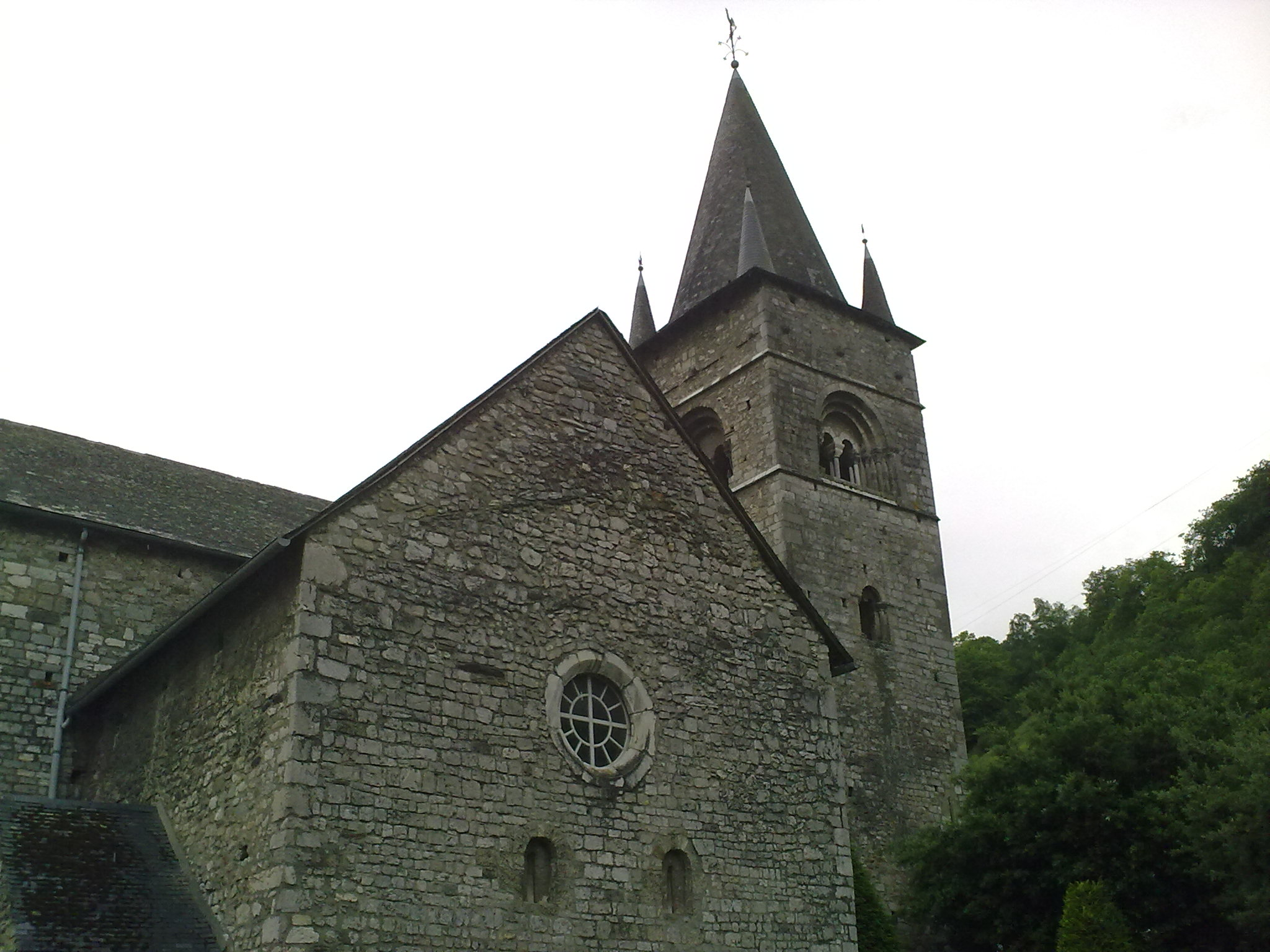
Église de Sarrancolin.
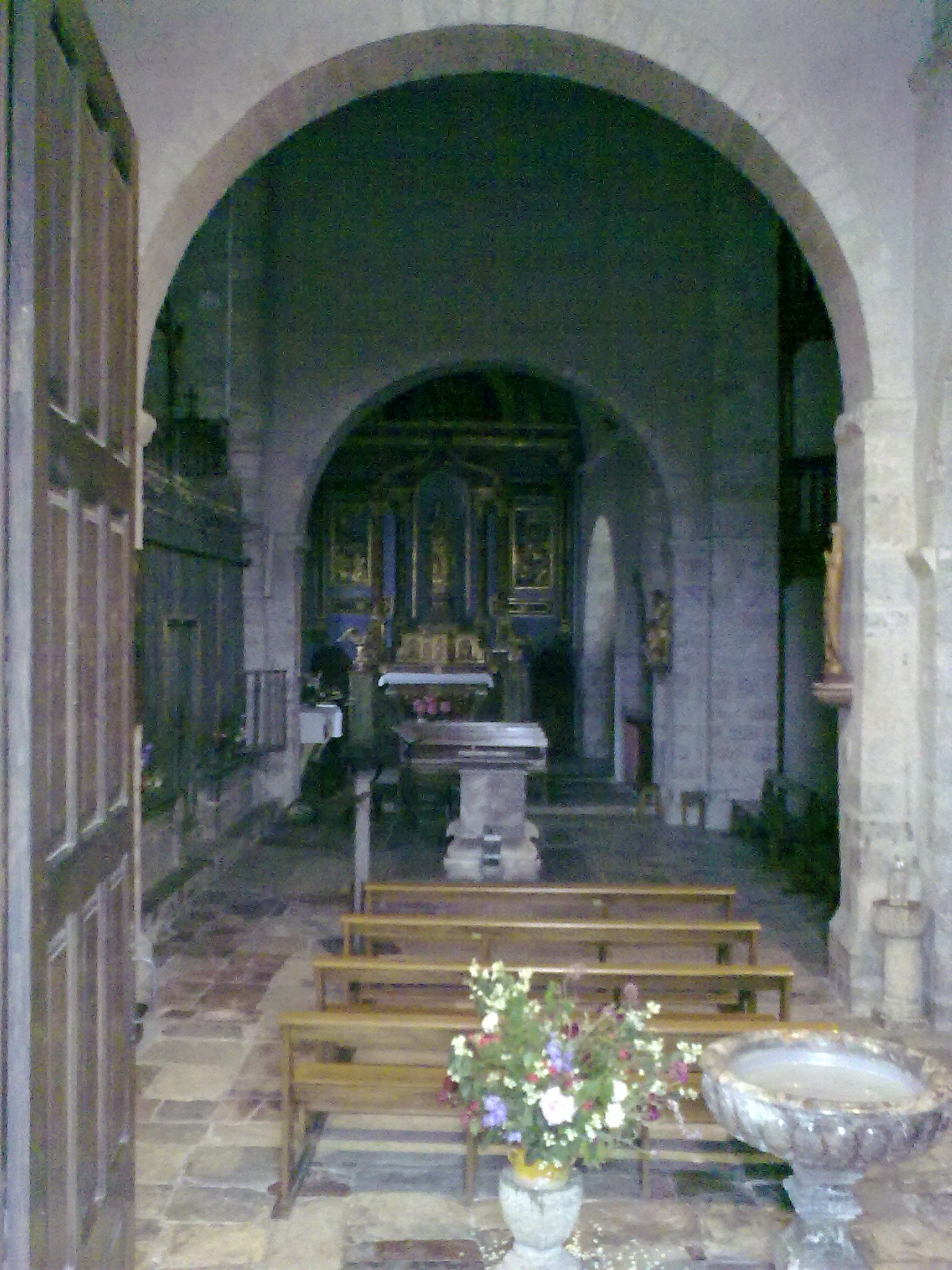
Sarrancolin, intérieur de l'église.
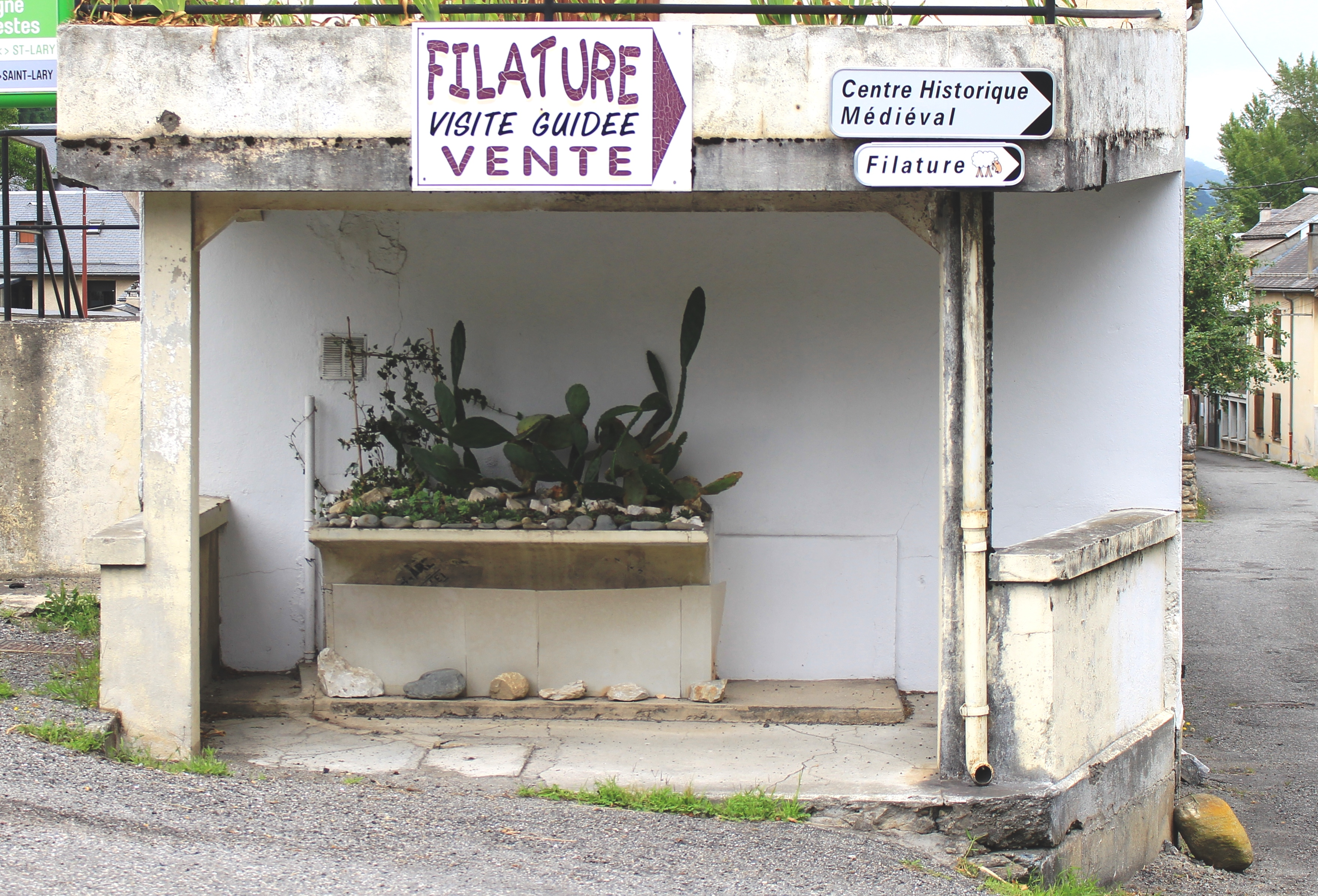
Le lavoir.
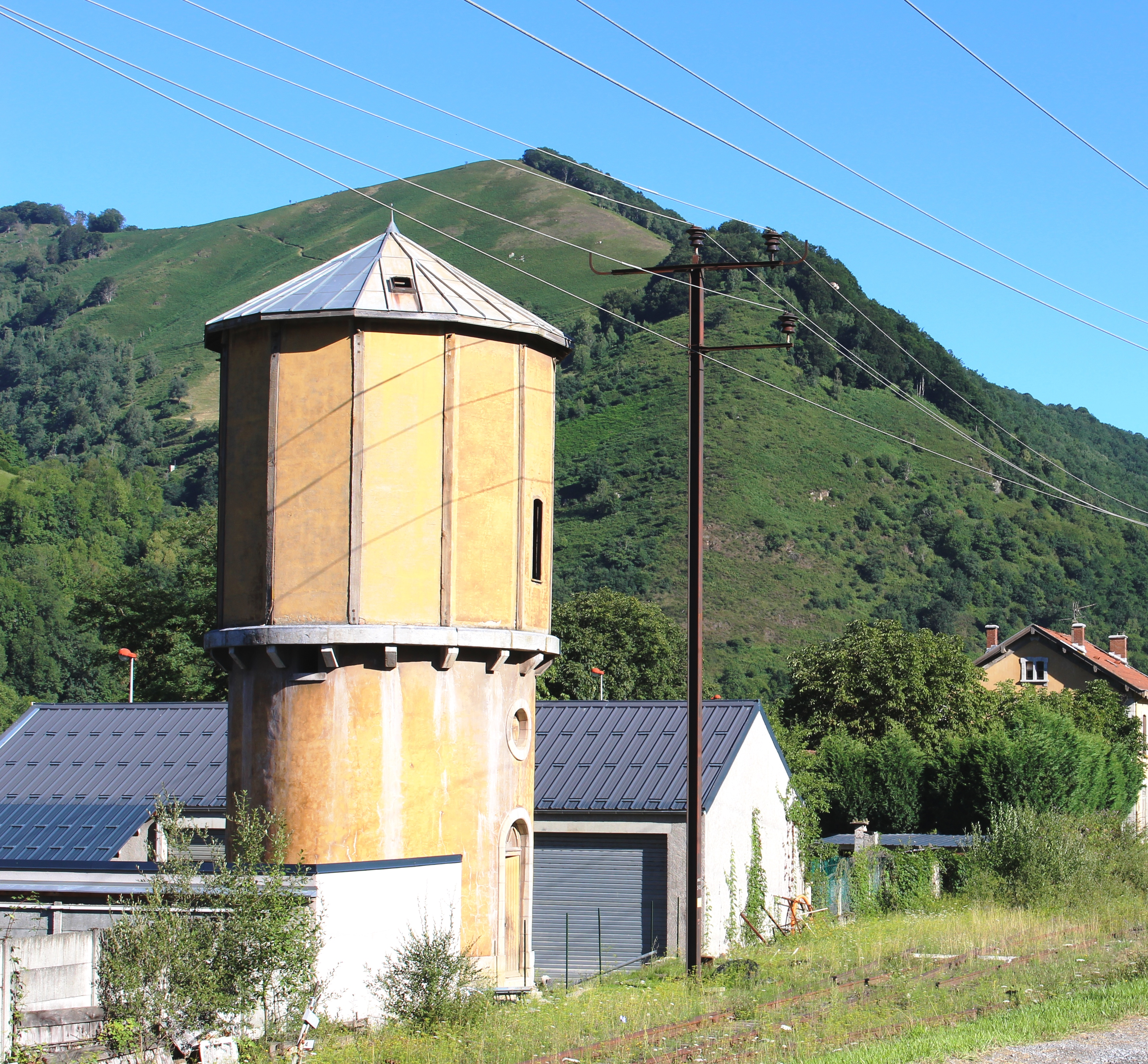
Le château d'eau.
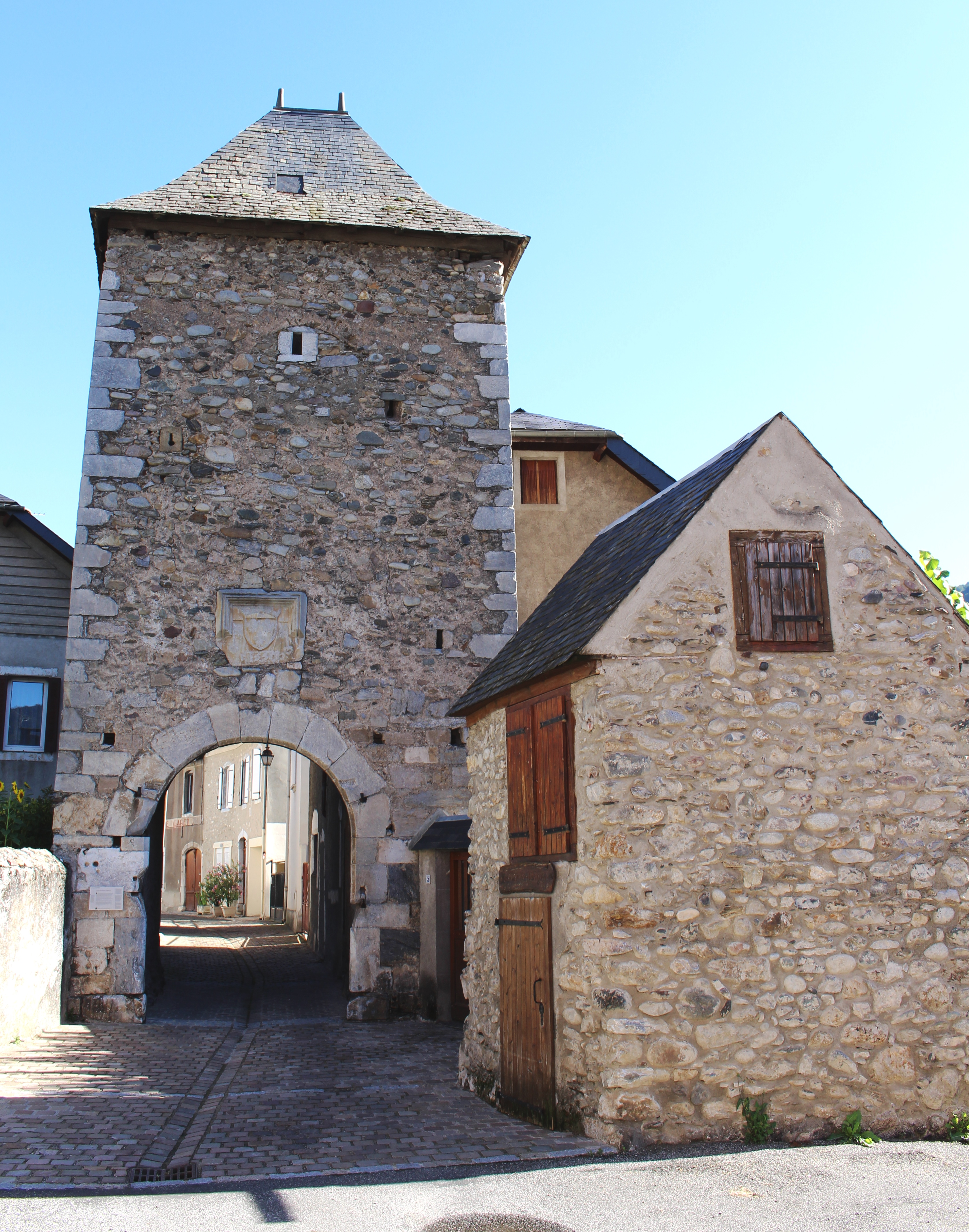
Porte Sainte-Quitterie.
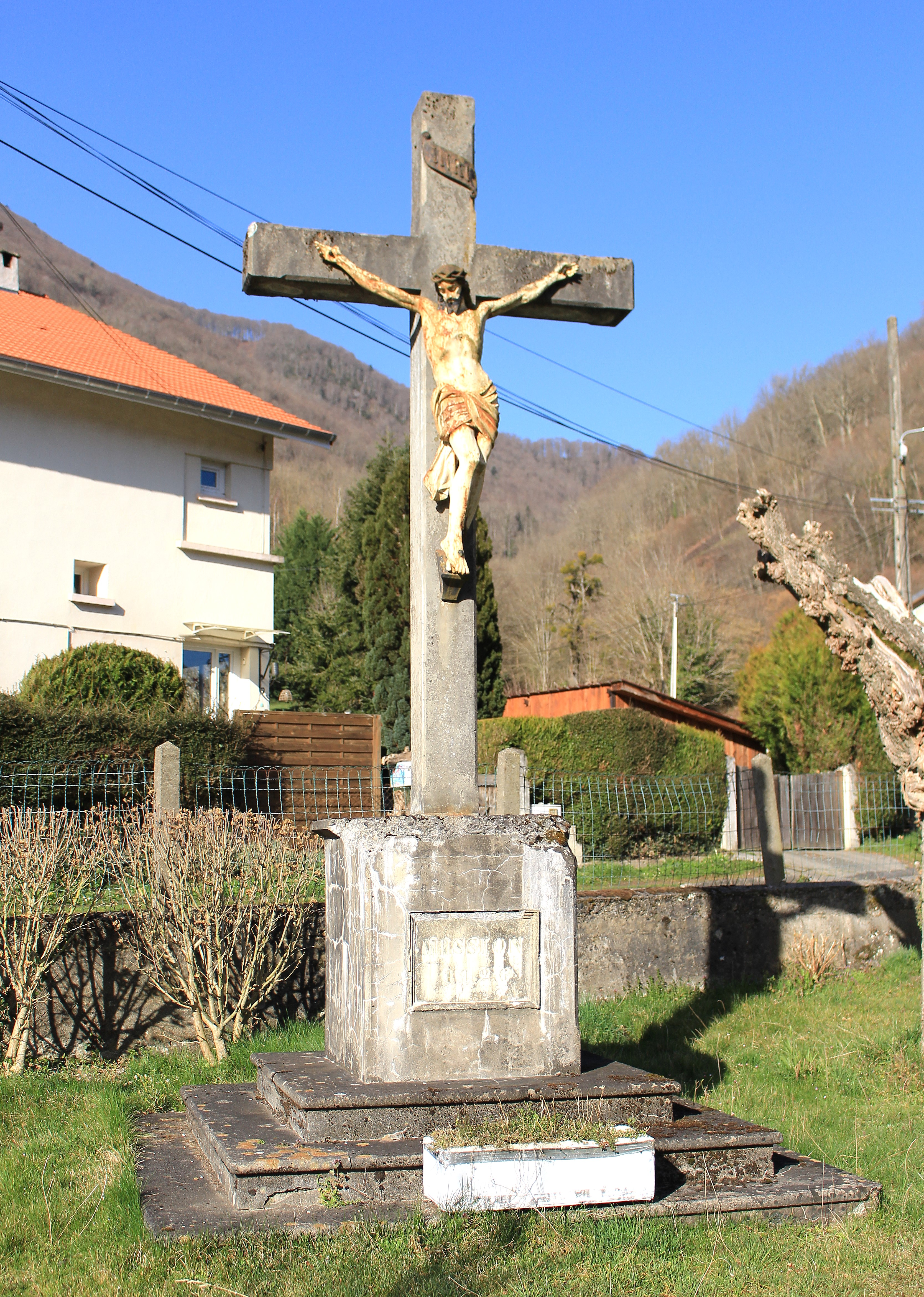
Croix de la chapelle d'Esplantats.